# Palec zagrożenia
Palec zagrożenia – szósty tom cyklu Teodora Parnickiego Nowa baśń wydany w 1970 roku.

## O powieści
Palec zagrożenia jest ostatnim tomem cyklu Nowa baśń. Został wydany przez PIW w 1970. Autor opatrzył go mottem z Samuela Zborowskiego Słowackiego, z którego pochodzi podtytuł, mottem z Szekspira oraz dedykacją: Powieść tę poświęcam swoim Nauczycielom, Opiekunom, Koleżankom, Kolegom z lat gimnazjalnych w Charbinie (oraz pamięci tych spośród nich, którzy zmarli), poprzez którą autor potwierdza prawdziwość wątków autobiograficznych umieszczonych w książce.

## Wątki autobiograficzne
Czytelnik dowiaduje się o losach chłopca Tau, który w wieku dwunastu lat uciekł z Władywostoku do Charbina. Tam trafił do polskiego gimnazjum i zafascynowany polską powieścią historyczną i romantyczną poezją postanowił zostać polskim pisarzem, a teraz spełnia to pragnienie pisząc Nową baśń. Wycinek biografii pisarza nie jest wielki. Obejmuje chłopięcą odyseję dalekowschodnią, ucieczkę z korpusu kadetów we Władywostoku, wędrówkę do Mandżurii przez kraj ogarnięty rewolucją i wojną domową. Zwrotny moment w tej wędrówce stanowi rozmowa z kolejarzem na małej stacyjce Asziche, leżącej na granicy rosyjsko-chińskiej, kiedy to mały biezprizornyj, na pytanie: Kim jesteś? odpowiedział: Jestem Polakiem. To zadecydowało, że Tau zamiast zostać odesłany do korpusu kadetów, z którego uciekł, trafił do Charbina, pod opiekę licznej kolonii polskiej. W powieści pojawia się też kilka fragmentów wspomnień z wcześniejszego dzieciństwa, które uzasadniają słowa Jestem Polakiem w ustach chłopca, który mówił po rosyjsku i trochę po niemiecku, którego ojciec był poddanym cesarza niemieckiego, a matka była Żydówką z Kijowa.

## Sąd nad pisarzem
W powieści pojawia się on jako dorosły człowiek sądzony przez grupę nowobaśniowych bohaterów za błędy aktu stworzenia. Rozprawa obejmuje ten właśnie wycinek biografii, ponieważ wtedy dokonał się przełom, opowiedzenie się za polskością, bez czego nie byłoby Nowej baśni i bez czego Tau prawdopodobnie w ogóle nie zostałby pisarzem, o którego postacie cyklu pytały, którego poszukiwały, a który zjawia się osobiście jako Teodor Parnicki. Sąd odbywa się w roku bitwy pod Austerlitz, więc Tau-Teodor musi się przemieścić w czasie motocyklem czasoprzestrzennym. Chwyty rodem z powieści Science-fiction mieszają się z elementami powieści historycznej, metafizycznej i autobiograficznej. Rozważania pomiędzy proporcjami i sposobem współistnienia tych gatunków zostają wplecione pomiędzy wątki zachowujące jeszcze pozór fabuły. Aby to uzyskać pisarz personifikuje pojęcia abstrakcyjne, albo tylko je nazywa i pozwala przemówić Miedzi, Rtęci, Srebru i Platynie. Nowa baśń zostaje porównana do meksykańskiej broszki splecionej z fragmentów tych metali. Alegoryzującej personifikacji podlegają też Morze i Śmierć, a także Sen, ale nie sen w ogóle, tylko konkretny sen, śniony przez Aarona w Srebrnych orłach. Ten upersonifikowany Sen staje się nawet na pewien czas przewodniczącym sądu, przed którym staje Tau.
Sąd, przed którym staje Tau obraduje w Sandomierzu, w noc przed dniem świętego Jakuba, to znaczy w rocznicę śmierci arcybiskupa Aarona. Czas zatacza koło. Wyszedłszy od bitwy pod Austerlitz bohaterowie trafiają do komnaty umierającego Aarona. Nowa baśń kończy się tam, gdzie się zaczęła. Nie ma innego wyjścia jak tylko powrót do początku i rozpoczynanie wszystkiego jeszcze raz od nowa.

## Treść

### Rozdział I – Spisek wokół ks. Daniłowicza

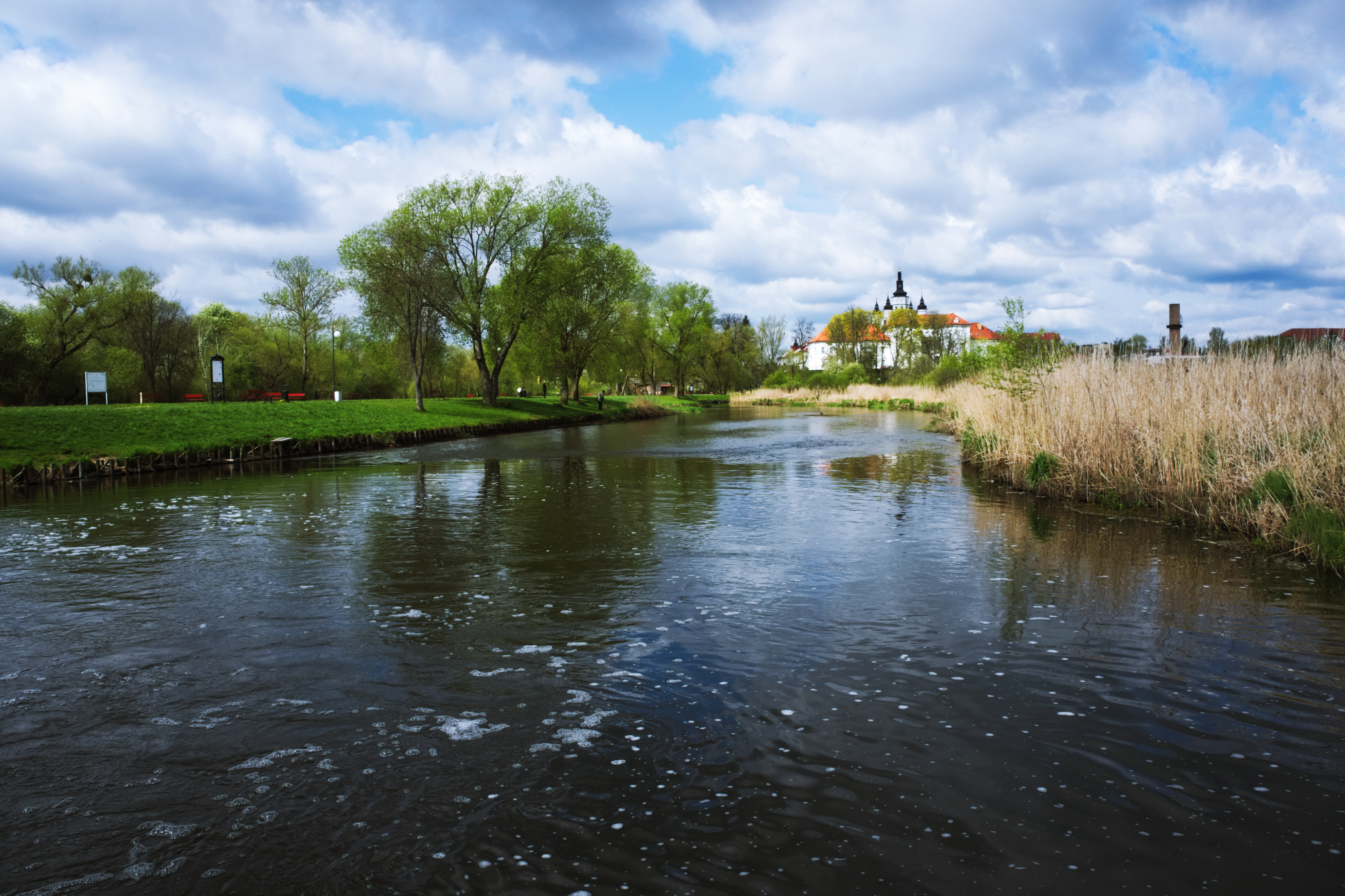
Monastyr supraski

I. Antoni skarży się Elżbiecie, że ostatni kaprys ojca, domagającego się ściągnięcia księdza Daniłowicza do Sandomierza w wigilię dnia świętego Jakuba, nie jest ani mądry, ani szlachetny. Nic ich obu nie łączy. Pierwszy od siedemdziesięciu lat służy Habsburgom, drugi od dziesięciu – Hohenzollernom, a dla księdza taki wyjazd może okazać się niebezpieczny.
II. Antoni tłumaczy księdzu Daniłowiczowi, że do Supraśla przybył z Drohiczyna przez Warszawę. W Drohiczynie próbował przekroczyć granicę prusko-austriacką, został jednak zawrócony przez Austriaków. Karol August Woyde poradził mu, by udał się do księdza Daniłowicza. Prosi, by przyjął go na swego osobistego sekretarza w podróży do Lwowa. Ksiądz dedukuje, że Antoni, kandydat do zakonu jezuitów, na zlecenie przełożonego rozwiązanego zgromadzenia, w ramach próby, ma się zająć w tym mieście krytyką teatralną. Wyjaśnia się, że Antoni ma ponad pięćdziesiąt lat i nosi nazwisko Parznicki. Ksiądz daje mu do przeczytania napisany do niego list.
III. Autor listu chwali ambicje adresata, by objąć biskupstwo. Broni też decyzji Prus o powołaniu unickiej diecezji supraskiej. Przewiduje, że w najbliższym konflikcie z Napoleonem Prusy pozostaną neutralne. Napoleon zostanie pokonany, ale nie da sobie wydrzeć ani Hiszpanii, ani Italii, co oznacza, że wychowanek, a potem protektor Rudolfa Aleksandra Parznickiego, hrabiego Petrucci, Ferdynand Habsburg nie powróci na tron Toskanii. Autor listu widzi w nim kandydata na przyszłego króla małej Polski, wydzielonej z, ukaranych za zdradę koalicji, Prus, a skupioną wokół trójkąta Kraków-Poznań-Warszawa. Północne Prusy otrzymałaby wówczas Rosja, Wschodnie i Śląsk – Austria. Autor wspomina koronację Napoleona sprzed miesiąca (2.12.1804). Ostrzega także adresata przed grożącą kościołowi unickiemu próbą wykorzenienia go przez Rosjan, którzy widzą w unii brzeskiej akt klęknięcia przed szatanem w zamian za wywyższenie infuł ponad korony. Radzi mu udać się do Lwowa i uzyskać neutralność kościoła metropolitalnego względem zmiany kalendarza unitów w Prusach na gregoriański.
IV. Daniłowicz prawie że uległ namowom autora listu, austriackiego radcy Hibla, by jechać do Lwowa, ale zleciwszy przetrząśnięcie bagażu Antoniego, dowiedział się z jego listu do siostry, że wbrew pogłoskom, jego ojciec, Rudolf Parznicki, żyje. Zaczął też podejrzewać, że zarówno austriacki radca, jak i kandydat do zakonu, chcą go sprowadzić do Lwowa, a stamtąd do Sandomierza, zgodnie z zamiarem autorów Nowej baśni, by tak zamknąć cały cykl. Daniłowicz protestuje przeciw przemocy. Jest gotów oddać za swą niezależność życie. Rozważa też niebezpieczeństwa jakie niesie dla kościoła unickiego w Prusach, oczekiwana przez władze pruskie zmiana kalendarza.

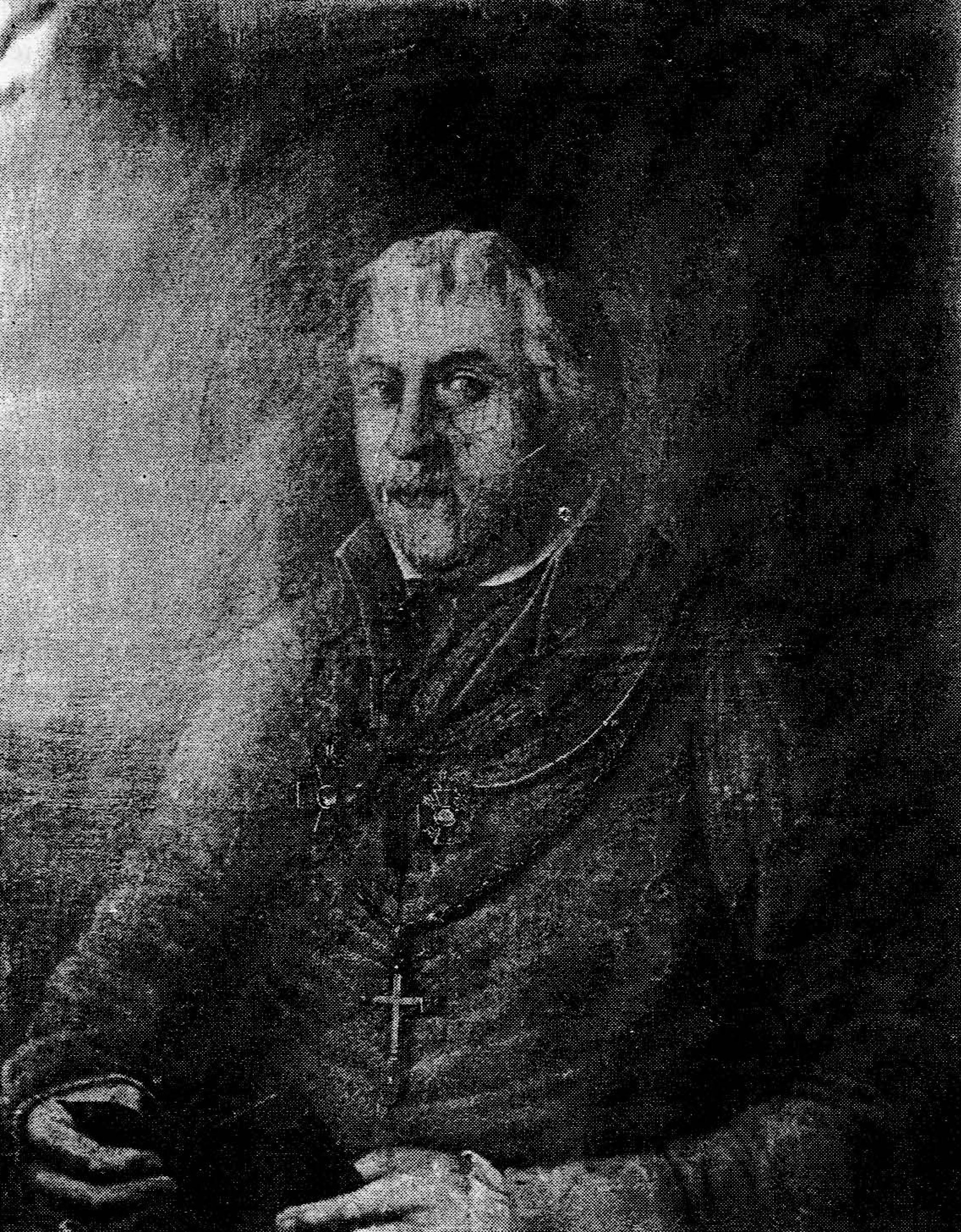
L. Jaworowski, opat bazylianów w Supraślu

V. Umierający biskup Duchnowski chciałby przekazać następstwo po sobie opatowi Jaworowskiemu, a Daniłowiczowi, by go pogrążyć, zlecić niechcianą misję we Lwowie, dotyczącą zmiany kalendarza unickiego w Prusach. W przypuszczalnej rozmowie wezwany Daniłowicz wyraziłby nadmierną radość z powodu możliwości odbycia przy okazji pielgrzymki do świętego Jakuba w Sandomierzu. Biskup zacząłby podejrzewać, że ksiądz pijar, będzie próbował wracać przez Warszawę, by umocnić swą pozycję u władz pruskich. Ksiądz wbrew zwyczajowi upiłby się winem i zacząłby atakować swego konkurenta, opata Jaworowskiego. W efekcie biskup musiałby następnego dnia odebrać od niego przyrzeczenie, że powróci prosto przez Lublin, a ksiądz Daniłowicz zażądałby, by powiadomić o tym metropolię lwowską, przekonany, że ta na pewno przekaże wiadomość policji austriackiej. W rezultacie nawet sam Hibl nie byłby w stanie ściągnąć Daniłowicza do Sandomierza inaczej jak tylko martwego. W tej sytuacji mógłby pomóc jedynie Dobrucki, ale autorom nie jest znany żaden historyczny Dobrucki.
Postanawiają wykorzystać w tym celu Antoniego Parznickiego, który ma zająć się krytyką teatralną we Lwowie, a wcześniej jeździł z wykładami o teatrze jezuickim. We Wrocławiu jeden ze słuchaczy zrzucił mu, że w złej wierze utożsamia autora dramatu Antytemiusz (którym jest Jan Z.) z autorem Komunii duchowej świętych Borysa i Gleba, aby przekonać słuchaczy o swych związkach krwi z tą osobą. Oponent Parznickiego zarzuca mu, że próbuje się przedstawić jako potomek jednodniowej żony jezuity Mateusza Bonieckiego i jej spadkobierca, by móc wstąpić do zakonu. W związku z tym wątkiem pojawia się w powieści Dobrucki, którego autorzy czynią młodym wynalazcą, a w roli jego wychowawcy sprzed dziesięciu lat obsadzają księdza Daniłowicza. Krótko po klęsce maciejowickiej ksiądz przyrzekł wychowankowi pomoc w pracy nad wynalazkiem. Dobrucki zwrócił się obecnie listownie do Daniłowicza o pomoc, przywołując okoliczności przyrzeczenia. Policja austriacka przechwyciła ten list i zatrzymała w Lublinie księdza i jego sekretarza.
VI. W rozmowie Hibla z Parznickim wychodzi na jaw, że Dobrucki uważa się za współspadkobiercę Aleksandry Parznickiej, wywodzi się bowiem od Wojciecha Dębnickiego, którego córka Katarzyna jest prapraprababką Antoniego. Twierdzi, że jest synem Wojciecha z Dobrut, który swą córkę wydał za mąż do sąsiednich Parznic czy Parnic. Hibl odkrył, że z powodu urzędowego zapisu rosyjskiego zawierającego jego nazwisko, Dobrucki był zmuszony po klęsce maciejowickiej zmienić tożsamość i nazwisko na Nardzewski lub Olbromski. Młody wynalazca dochodzi swych praw do części depozytu znajdującego się w dyspozycji holenderskiej spółki Jakub Homodei, Abraham Guffeler, synowie i dalsi następcy. Dysponenci dziedzictwem po Aleksandrze Parznickiej mają się spotkać w Sandomierzu, by dokonać likwidacji depozytu. Dobruckiemu potrzebny jest ktoś, kto by potwierdził przed adwokatami jego tożsamość, a któremu by adwokaci uwierzyli. Obydwa warunki spełnia jedynie ksiądz Daniłowicz. Tymczasem Hibl chciałby poznać powód dla którego Parznicki został sekretarzem księdza. Nie wierzy wzmiankom w dokumentach z przyszłości, które złożą się na powieść Inne życie Kleopatry.

### Rozdział II – Motocyklem w 1805 rok
I. U Aleksandra Morawskiego, bohatera Innego życia Kleopatry, zjawia się przybysz z przyszłości lub z Ziemi Ro. Morawski jest przekonany, że chce on pozbawić go praw do szóstego tomu Nowej baśni. Gość natomiast zaprasza go do Kijowa w rok 1059, a więc do pierwszego tomu cyklu.

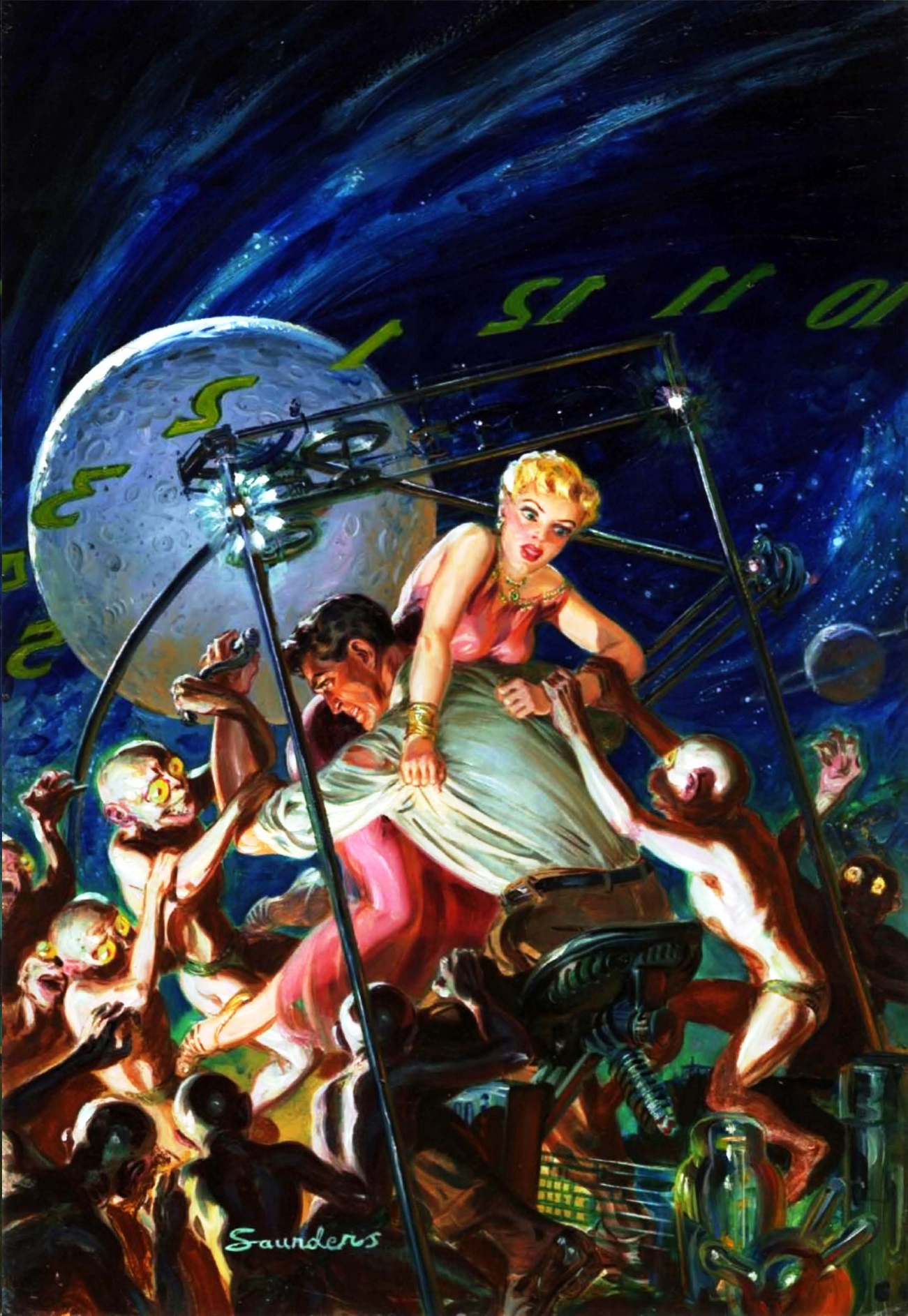
Wehikuł czasu

II. Przybysz odwiedza w 1059 roku w więzieniu kijowskim Łukasza Żydziętę, wyjaśnia mu, że Ziemia Ro znajduje się w układzie słonecznym o prawie tysiąc lat starszym od układu słonecznego jego Ziemi (Alfa) To samo co dzieje się na Ziemi, zdarzyło się już przed tysiącem lat na Ziemi Ro. Za osiemset lat w Nowogrodzie nad Desną zostanie wzniesione więzienie, które na Ziemi Ro istnieje już od dwustu lat. Ktoś blisko związany z przybyszem przebywał w tym więzieniu od maja do lipca roku X, a potem przeniesiony został do więzienia w Gorodni, które widać było wybudowane przez tego samego architekta, bo miał poczucie, jakby już tam był.
III. Morawski jest zdegustowany opowieścią, ale zmęczony zgadza się, by zrzec się swoich praw, do powieści, która rozrosła mu się do trzech tomów. Przybysz uświadamia mu jednak, że dla ważności zrzeczenia, trzeba, aby było ono złożone w Sandomierzu w roku 1805. Proponuje zawieźć go tam specjalnym motocyklem podróżującym w czasie. Jako dowód, że przybywa z przyszłości, zdradza mu, że znany pisarz rosyjski w swej ostatniej powieści umieści wizję mistyczną o uwięzieniu Chrystusa przez inkwizycję. Gdy Morawski nie daje mu wiary, pozwala mu wysłuchać z przenośnego magnetofonu wiersza Tuwima o zabójstwie prezydenta Narutowicza. Morawski nadal nie jest całkiem przekonany, ale zgadza się udać w podróż zagadkowym motocyklem.
IV. Podróż została zapisana pod numerem Jot Te Pe 303 do 418 potęgi. Odbywa się motocyklem czasoprzestrzennym z ziemi wschowskiej w styczniu 1870 do Sandomierza pod koniec lipca 1805 roku, roku bitwy pod Austerlitz. Morawski rozpoznaje w przybyszu pisarza Teodora Parnickiego. Pisarz wyjaśnia, że XIX-wieczny Antoni Teodor nie jest jego krewnym. Po drodze tłumaczy też Morawskiemu, że w kosmosie jest więcej układów słonecznych starszych i młodszych, ale jedynie Ziemia Ro jest niedużo starsza od Ziemi Morawskiego. Tam również Gustaw Adolf zginął pod Lützen (1632), ale w czasie, gdy na Ziemi, po której podróżują, ginął Roderyk, król Wizygotów (711). Morawski wolałby większą różnorodność tych światów, chciałby żeby Julian Apostata na Ziemi Ro mógł umrzeć nie po dwóch, ale na przykład po trzydziestu dwóch latach panowania. Bohaterowie dojeżdżają do Sandomierza.

### Rozdział III – Zgromadzenie w Sandomierzu

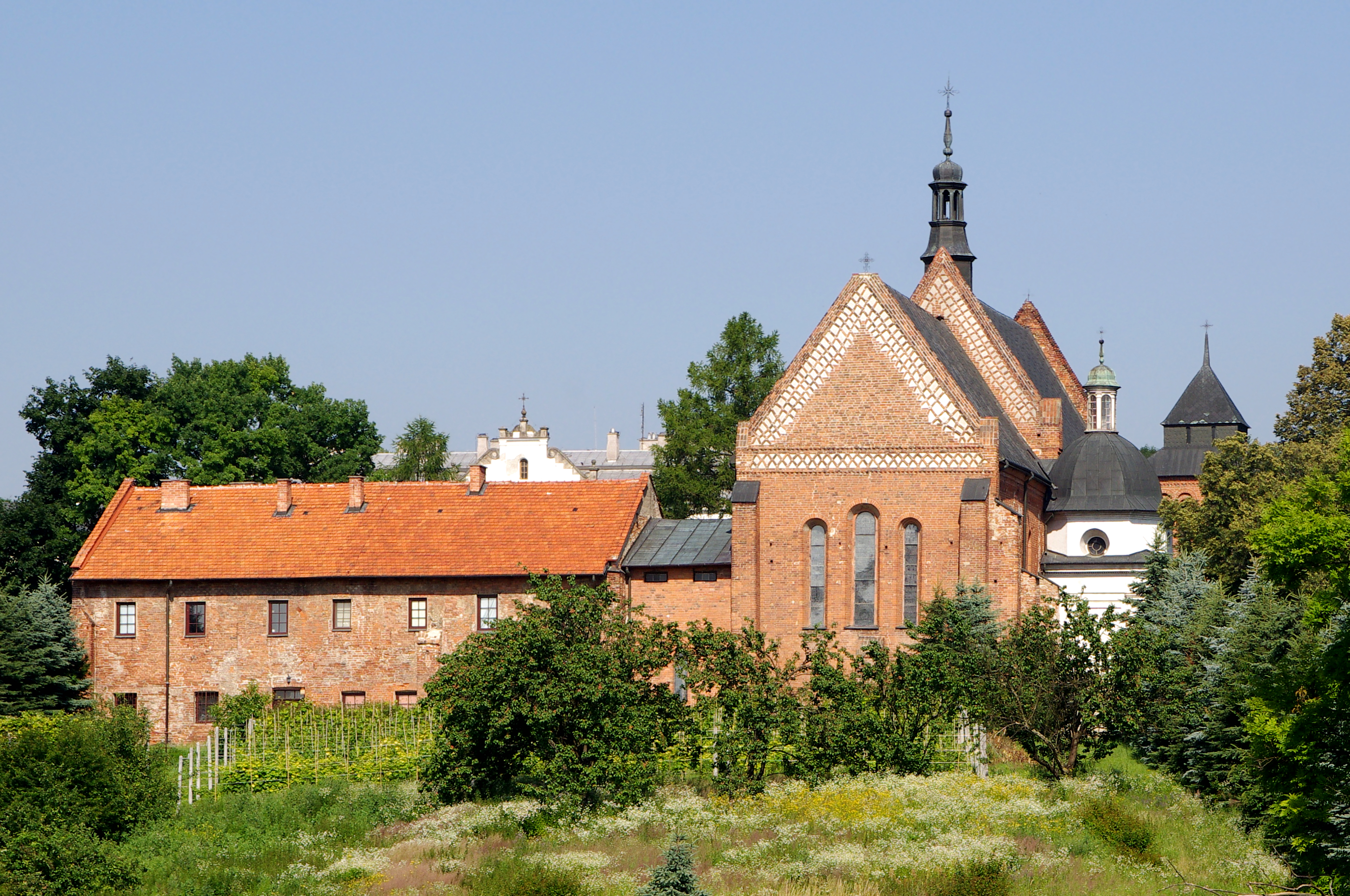
Kościół św. Jakuba w Sandomierzu

I. Lambda otwiera posiedzenie zgromadzenia trzydziestu świadków i rzeczoznawców w Sandomierzu, w noc świętego Jakuba 1805 roku. Zebrani mają radzić nad likwidacją depozytu stanowiącego spadek po Aleksandrze Parznickiej, a znajdującego się pod nadzorem holenderskiej spółki adwokackiej, znanej z piątego tomu Nowej baśni. Procedurę obrad opracowała w tymże piątym tomie Elżbieta, dziedziczna królowa Anglii, z wyboru jednodniowa królowa Czech, na pokładzie okrętu w 1639 roku. Uczestnicy mają ukrywać tożsamość za greckimi literami alfabetu. Tau, rzecznik trosk autora o Nową baśń, zostaje upomniany za lansowanie swego pochodzenia z przyszłości. Zgromadzeni uściślają, że depozyt dlatego tak długo nie został zlikwidowany, że adwokat Cuffeler nie uwierzył, że starzec, który upomniał się o swoje prawa do spadku w 1674 roku, jest rzeczywiście Janem Onufriuszem Zagłobą, bohaterem tragikomedii, to znów narodowego eposu. Zebrani rozważają czy autor sprawuje nad nimi władzę absolutną, czy tylko konstytucyjną. Mówią też o konflikcie pomiędzy chrześcijaństwem a patriotyzmem. Omega dyscyplinuje przewodniczącego i składa wniosek o rozstrzygnięcie czy należy zlikwidować depozyt. Epsilon proponuje, żeby skoro autor ma nad nimi tylko władzę konstytucyjną, przekształcić się w konstytuantę, zostawić sprawę depozytu, a zająć się zmianą kierunku treści tomu szóstego Nowej baśni, a gdyby autor się nie zgodził wezwać go do abdykacji. Zebrani zarzucają autorowi, że w wątku zebrania powtarza obecnie motyw z trzeciej części Twarzy księżyca. Tau uważa jednak, że motyw został zindywidualizowany. Dochodzi do konfliktu. Epsilon składa wniosek o zmianę przewodnictwa. Dotychczasowy przewodniczący zostaje odwołany 25 głosami na 29 głosujących, jego następcą zostaje Jota z Przydechem.

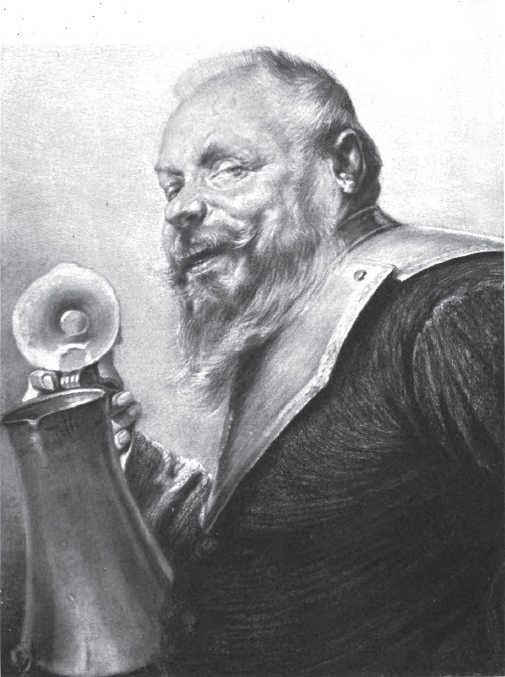
Dzeta – Jan Onufry Zagłoba

II. Zgromadzenie przegłosowuje likwidację depozytu 14. głosami przeciw 6., przy 10. wstrzymujących się. Omikron z Przydechem uważa, że postaci utworu warunkują działania autora, wnioskuje więc o jak najszybsze zakończenie udziału zgromadzonych w powieści. Najstarszy stażem w cyklu powieściowym Alfa, przychyla się do wniosku. Ma dość przetwarzania go, postaci historycznej, w powieściową i wkładania mu w usta myśli autora. Kolejnym mówcą ma być Beta, który jednak zmienił zdanie na przeciwne wnioskowi. Po nim ma zabrać głos Mi, który z kolei wcześniej był przeciw wnioskowi, a obecnie go popiera. Zebrani zastanawiają się czy nie padli ofiarą autora, niby to konstytucjonalisty, który manipuluje ich przekonaniami. Mi skarży się, że został wmanewrowany przez Tau w jazdę na motocyklu czasoprzestrzennym. Przewodniczący na tą wzmiankę zawiesza obrady i wraz z sześcioma rzeczoznawcami udaje się do kaplicy aby się naradzić.
III. Tymczasem zgromadzenie rozpada się na dwie grupy. Rozmowy stają się coraz bardziej samowolne i chaotyczne. Pi próbuje odwołać przewodniczącego za próbę zastraszenia jego stronnictwa. Wniosek upada. Rozprawia się o tym skąd wiadomo, że autor jest konstytucjonalistą, a Tau jego rzecznikiem. Lambda twierdzi, że łączy go z Nową baśnią tyle ile Deltę. On zaczyna cykl, a Delta-Daniłowicz go zakończy. Jest wstrząśnięty, że po dziesięciu latach pracy klamka wreszcie zapadła. W rozmowie nad doniosłością tej kwestii, pada porównanie zaistniałej sytuacji do szkolnego egzaminu. Przewodniczący powołuje więc 12-osobową komisję egzaminacyjną.
W toku posiedzenia autor ujawnia tożsamość kolejnych osób:
| Lit. | Przydomek            | Postać                   | Charakterystyka                                                                 | Pochodzenie                               |
| ---- | -------------------- | ------------------------ | ------------------------------------------------------------------------------- | ----------------------------------------- |
| Α    | Alfa bez Przydechu   | Aron                     | opat tyniecki z XI wieku                                                        | Bohater Robotników wezwanych o jedenastej |
| Ά    | Alfa z Przydechem    | Salomon Halewi           | późniejszy biskup Paweł de Santa Maria z XV w.                                  | Bohater Czasu siania i czasu zbierania    |
| Β    | Beta                 | Antoni Villafana         | Towarzysz Corteza z XVI w.                                                      | Bohater Labiryntu                         |
| Γ    | Gamma                | Gnup                     | Islandczyk z XI wieku                                                           | Bohater Robotników wezwanych o jedenastej |
| Δ    | Delta                | Daniłowicz               | ksiądz unicki z XIX w.                                                          | Bohater Palca zagrożenia                  |
| Δ'   | Delta Bis            | Dobrucki                 | wynalazca, uczeń Daniłowicza                                                    | Bohater Palca zagrożenia                  |
| Ε    | Epsilon              | Elżbieta                 | pani urocza z napisu na kapeluszu i sztandarze z XVII w. królowa Anglii i Czech | Bohaterka Wylęgarni dziwów                |
| Ζ    | Dzeta                | Zagłoba                  | Postać z Trylogii, żyjąca w XVII wieku                                          | Bohater I u możnych dziwny                |
| Ή    | Eta z Przydechem     | Helena                   | księżniczka mołdawijska i moskiewska                                            | Bohaterka III i IV tomu Nowej baśni       |
| Ί    | Jota z Przydechem    | Hibl                     | radca austriackiej Policji. Postać z Popiołów, żyjący w XIX w.                  | Bohater Palca zagrożenia                  |
| Κ    | Kappa                |                          |                                                                                 |                                           |
| Λ    | Lambda               | Łukasz Żydzięta          | biskup nowogrodzki z XI w.                                                      | Bohater Robotników wezwanych o jedenastej |
| Μ    | Mi                   | Aleksander Morawski      | Wielkopolanin z XIX w.                                                          | Bohater Palca zagrożenia                  |
| Ν    | Ni                   | Atanazy Diasjusz Nikitin | Syn Jana Diaza, towarzysza konkwistadorów z XVI w.                              | Bohater Glinianych dzbanów                |
| Ξ    | Ksi                  |                          |                                                                                 |                                           |
| Ό    | Omikron z Przydechem | członek rodziny Homodei  | mieszczanie holenderscy                                                         | Bohater Glinianych dzbanów                |
| Τ    | Tau                  | Autor                    | rzecznik trosk autora dotyczących cyklu Nowa baśń                               | Bohater Palca zagrożenia                  |
| Σ    | Sigma                | Stanisław                | biskup krakowski z XI wieku                                                     | Bohater Robotników wezwanych o jedenastej |
| Υ    | Ipsilon              | Iwen Słonina             | klerk walijski z XV wieku                                                       | Bohater Czasu siania i czasu zbierania    |
| Ψ    | Psi                  |                          |                                                                                 |                                           |

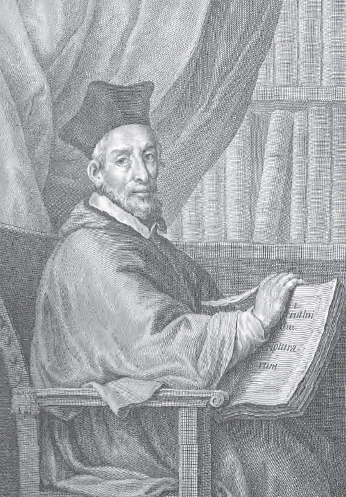
Alfa z Przydechem – bp Paweł de Santa Maria

IV. Egzaminowi ma się poddać Tau. Łukasz Żydzięta pyta go o przeliczanie mil na parseki. Tau uważa tą umiejętność za niepotrzebną. Ipsilon jest zdania, że Tau nie może wrócić na Ziemię Ro bez świadectwa dojrzałości wystawionego na Ziemi Alfa. Omikron z Przydechem stawia Tau niedostateczny z teologii, ale szkoła okazuje się być świecką. Alfa z przydechem zarzuca Lambdzie, że ułatwiał sobie wiele sytuacji widząc związki, których nie było. Ipsilon uważa natomiast, że Lambda nie miał wyboru. Był taki, jakim go chciał mieć autor. Tak samo radca Hibl nie miał wyboru, gdy przemocą został przeniesiony z Popiołów do Nowej baśni. Dzeta z Hiblem licytują się kto miał trudniej. Lambda zauważa, że Hibla wymyślił Żeromski, a Dzetę Sienkiewicz, pozostali członkowie komisji istnieli naprawdę. Poproszony o powtórzenie Lambda nie potrafi tego zrobić. Innym też się nie udaje. Potrafi to tylko egzaminowany Tau, a nie egzaminujący go. Wszystkich ogarnia przerażenie. Alfa i Mi odgadują, że to rzecz będącego władcą nad nimi autora, zasada ta sama, która kierowała motocyklem. Egzamin zostaje przyrównany do sądu, w którym oskarżony stawia warunki sędziom. Zdaniem Hibla jest to możliwe tylko, gdy sąd nie ma innego sposobu, by ująć szefa bandy. Tau jest zdania, że jego mocodawcy nie można schwytać, ani unicestwić. Alfa z Dzetą spierają się który z nich przewodniczy komisji egzaminacyjnej jako najstarszy (Aron ma w I tomie Nowej baśni 82 lata, Zagłoba, gdy staje przed Cufferelem – 81. Aron uświadamia sobie wówczas, że Nikitin przekroczył 100). Minął czas przeznaczony na egzamin. Komisja postanawia, że dalej będzie egzaminował Tau, w zakamarkach komendy policji, Jota z Przydechem: radca Hibl.

### Rozdział IV – Sąd nad autorem
I. Hibl próbuje się dowiedzieć czy Tau jest autorem Nowej baśni. Tau unika odpowiedzi, w zamian informuje Hibla, że występuje w obecnej powieści tylko dlatego, że Żeromski napisał powieść z czasów księdza Daniłowicza. Ostrzega też, że w każdej chwili może go z powieści wyłączyć. Hibl chciałby pozostać bohaterem tylko z Popiołów. Został jednak wyniesiony na radcostwo we Lwowie i układa programy teatrów lwowskich. Narzeka na prozę swego rozmówcy, że czyta się ją jak tłumaczenie. Nadal liczy że Tau sprzeda mu głowę swego mocodawcy. Próbuje wybadać z jakiego czasu pochodzi Tau. Odrzuca wiek XXX, skoro Tau przedstawił Morawskiemu wiersz z początku XX. Tau opowiada mu o swojej ucieczce z Władywostoku do Charbina w wieku dwunastu lat. Hibl jednak nie umie znaleźć tych miast na mapie. Radca próbuje go przyłapać na tym, że pochodzi z XX wieku. To znów stara się go namówić, by mu pokazał motocykl. Zarzuca Tau, że jest szarlatanem, żyjącym w 1805 roku, działającym w zmowie z Morawskim, a jego wiersz o śmierci prezydenta jest falsyfikatem. Zapytany o swoje dalsze losy Tau opowiada, że Charbin okazał się tylko przystankiem, udał się z niego do Ufy, a potem dalej na zachód. Hibl próbuje wydobyć od Tau nazwiska jego szkolnych kolegów, ale z pierwszej klasy Tau do końca nauki pozostało z nim tylko czworo uczniów.

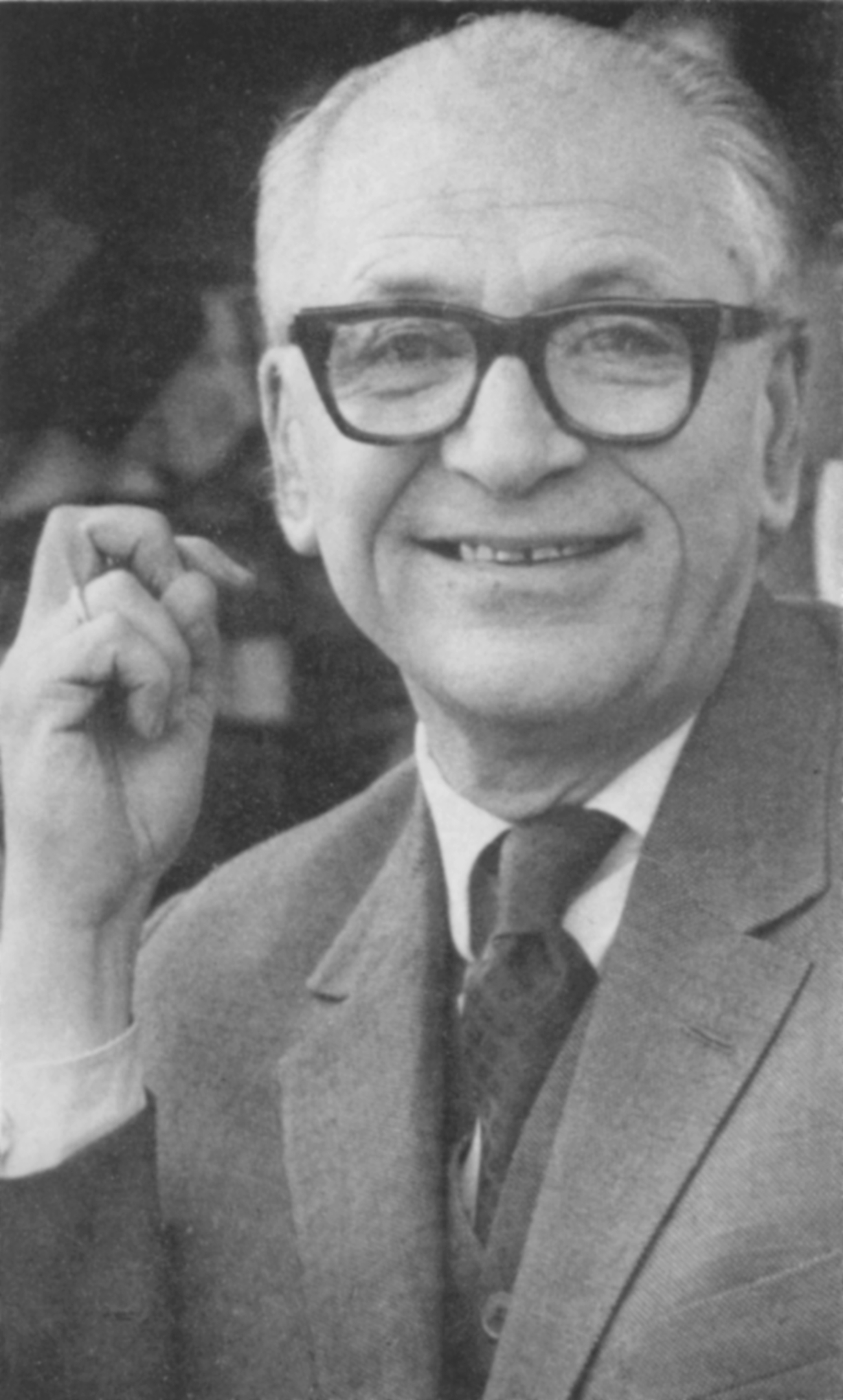
Tau – Teodor Parnicki

Hibl zarzuca przesłuchiwanemu, że cała ta noc sandomierska jest zmyśleniem, powtórką zabawy rodzeństwa Bonieckich z ślepnącym Atanazym. Nie ma powodu, by do Sandomierza przyjechał rycerz spod Tannenberga, czy królewna angielska. Zagrali ich aktorzy. Hibl nie zna żadnego Stefana Żeromskiego, autora Popiołów. Grozi Tau więzieniem. Skonfiskował wcześniej nagranie wiersza i zapis podróży Jot Te Pe {\displaystyle 303^{418}}. To jego zdaniem wystarczy do zamknięcia Tau na 25 lat w psychiatryku. Hibl nie zgadza się być jedynie motywem w powieści. Chce istnieć naprawdę. Tau mówi, że nie potwierdzi swych wcześniejszych wypowiedzi, nie uważa też, by skazano go za udział w maskaradzie, gdzie przebrał się za podróżnika z przyszłości. Hibl zmienia front i oskarża go na podstawie wiersza o działalność wywrotową: patriotyczną i antyhabsburską. Tau zbija jego interpretację, twierdząc, że żaden prorok narodowy nie atakowałby swego narodu, chcąc go umocnić. Zdaniem Hibla wiersz atakuje mocodawców zabójcy, dawne mocarstwa zaborcze, które chcą wykazać słabość polskiego państwa. Tau pyta Hibla czy wierzy w swą rzeczywistość policjanta, sługi Habsburgów, człowieka oświecenia, wreszcie w istnienie poza Popiołami i Nową baśnią. Hibl stwierdza, że jest gotów uznać rzeczywistość Tau, jako rzecznika, postaci powieściowej czy może jej autora. Chce odkryć tożsamość jego mocodawcy i pociągnąć go do odpowiedzialności za obarczenie pańszczyzną nie do zniesienia wszystkich postaci Nowej baśni. Tau podejmuje ryzyko sądu i kary i zgadza się na eksperyment, że jest twórcą cyklu w rozumieniu wczesnochrześcijańskich gnostyków.
II. Zebranych 28 postaci ma się uformować w sąd. Alfa precyzuje pytania dla składu sędziowskiego: czym Tau zawinił? Przeciw komu? Jeśli przeciw postaciom powieściowym, czy mają prawo go sądzić? i wreszcie czy są władni wymierzyć mu karę? Na udział w składzie sędziowskim zgadzają się: Chi, Sigma, Pi i Pi Bis, obydwa Omikrony, Lambda i Delta Bis. Omega podejmuje się obrony podsądnego. Oskarżycielem zostaje Jota z Przydechem (Hibl). Oskarżyciel zgłasza na sędziów postaci współczesne: Deltę Bis (Dobrucki), Pi (Rudolf Parznicki) i Pi Bis (Antoni Parznicki). Obrońca zgadza się na Deltę Bis, podaje w wątpliwość współczesność Pi. Jako swoich kandydatów wystawia Sigmę (bp Stanisław) i panią Epsilon (Elżbieta). Nowy Przewodniczący składu sędziowskiego Delta Bis rozstrzyga, że każda ze stron ma prawo zgłosić jednego kandydata. Spomiędzy kandydatów obrońcy więcej głosów pada na panią Epsilon. Pi nie przyjmuje kandydatury, kolejny zgłoszony Omikron bez Przydechu (ks. Orzechowski) uważa swą kandydaturę za nazbyt kontrowersyjną, na Mi (Morawski) nie zgadza się obrona. Na apel Przewodniczącego zgłasza swoją kandydaturę dotychczasowa protokolantka Eta z Przydechem (księżniczka Helena). Sąd zostaje pozbawiony protokolanta. Tau proponuje wynalazek z przyszłości – zapis świetlny.
Ujawniają się kolejni członkowie zgromadzenia i tożsamość niektórych z nich
| Lit. | Przydomek             | Postać                    | Charakterystyka        | Pochodzenie              |
| ---- | --------------------- | ------------------------- | ---------------------- | ------------------------ |
| Χ    | Chi                   |                           |                        |                          |
| Π    | Pi                    | Rudolf Parznicki          | hrabia Petrucci        | Bohater Palca zagrożenia |
| Π'   | Pi Bis                | Antoni Parznicki          | syn Rudolfa z XIX w.   | Bohater Palca zagrożenia |
| Ο    | Omikron bez Przydechu | ks. Stanisław Orzechowski | publicysta z XVI wieku | Bohater Labiryntu        |
| Ω    | Omega                 |                           |                        |                          |
| I    | Jota bez przydechu    |                           |                        |                          |

III. Świat twórcy Nowej baśni uściśla, że twory mogą sądzić swego twórcę jedynie za błędy procesu tworzenia, popełnione ze szkodą dla nich. Tau wprawdzie przyznał się do winy, ale to jeszcze nie przesądza kwestii winy. Według nich sędzia Epsilon nie wierzy, by Tau mógł lub musiał napisać Nową baśń. Oskarżyciel postara się ją przekonać. Świat twórcy zachęca zgromadzone postaci, by zapoznały się z zapisem przesłuchania.
IV. Hibl pod pseudonimem Wyżymaczki zarzuca Tau, że nadużył swoich kompetencji, pisarza historycznego tworząc w Zabij Kleopatrę i w Innym życiu Kleopatry postać, która nie wiadomo czy istniała, Aleksandra Morawskiego, spekulując, że był jednym z bękartów przedstawiciela szlachty wielkopolskiej Józefa Morawskiego. Uważa, że powinien dokładnie zbadać źródła, bo może się jeszcze okazać, że Józef Morawski był wiernym małżonkiem. Jego obraz ma za fałszywy intelektualnie, psychologicznie i moralnie. Hibl chce nadal wyświetlić tożsamość Tau. Ten jednak przypomina mu, że tylko eksperymentalnie zgodził się przyznać do autorstwa Nowej baśni.

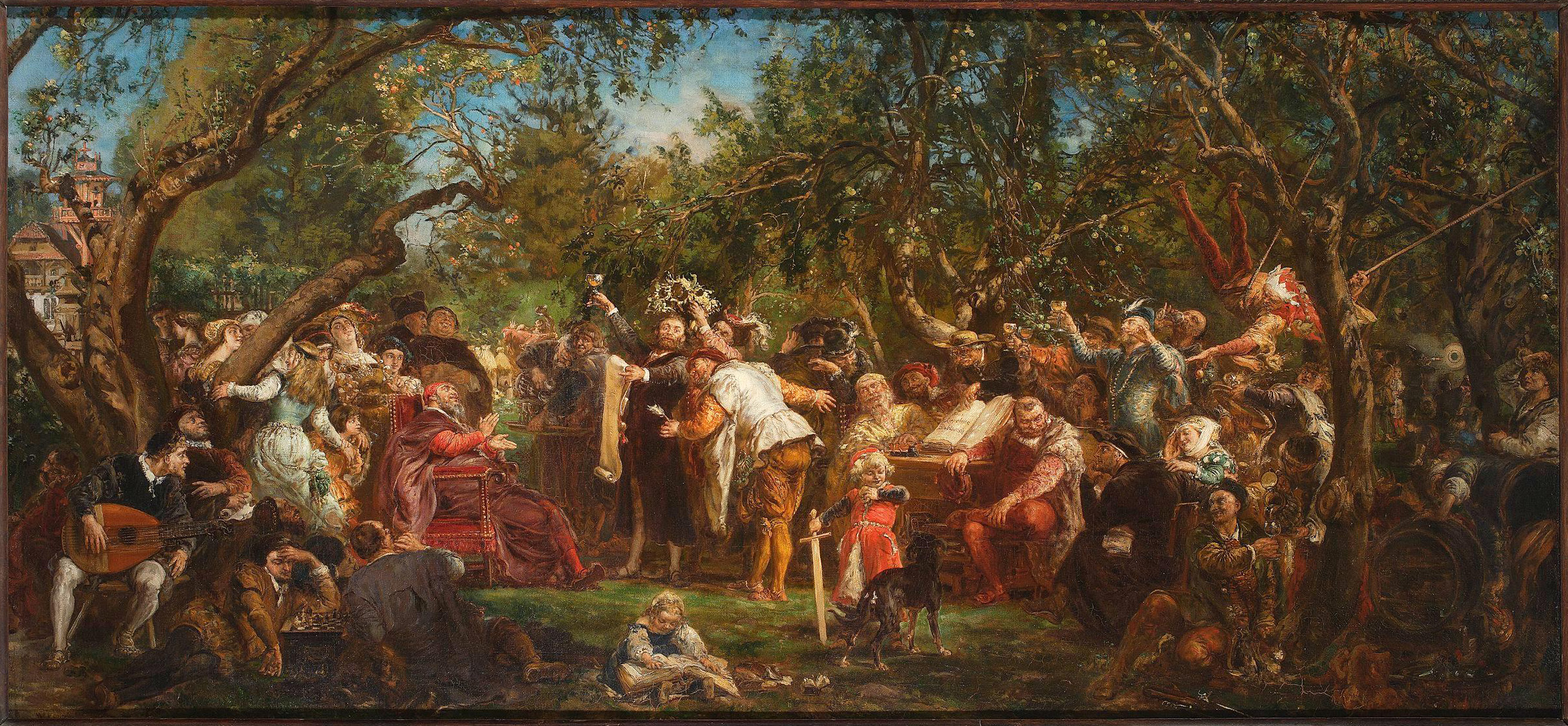
Pod drzewem po prawej, mężczyzna w czerni i kobieta za jego plecami – małżeństwo Orzechowskich: Omikron i Ksi

V. Świat twórcy Nowej baśni karci zebranych w Sandomierzu, za to, że za złe mają policji kompromis z przesłuchiwanym. Zaproponowany przez ich wysłannika eksperyment nie powinien dziwić, jest to bowiem pierwszy przypadek sądzenia procesu tworzenia dzieła literackiego przez postaci z tego dzieła. Zalecają więc cierpliwe odsłuchanie wszystkich etapów śledztwa.
VI. Tau opowiada jak uciekłszy ze szkoły kadetów we Władywostoku, na ostatniej stacji przed granicą z Chinami, w Grodiekowie, udał się do urzędu wojskowego i przedstawił się jako kadet drugiej klasy. Po roku nauki w gimnazjum w Ufie, zdał bowiem egzamin do drugiej klasy kadetów. Z rosyjskiego i francuskiego otrzymał wtedy trójkę, a z matematyki i przyrody czwórkę. Zdaniem Hibla powinien raczej zostać matematykiem lub przyrodnikiem niż pisarzem.
VII. Jota bez Przydechu zarzuca Tau, że napisał Nową baśń, by zasłużyć się dla rozwoju literatury polskiej. Hibl jednak przeczy idei ciągłego rozwoju: poezja Drużbackiej nie jest lepsza od dzieła Piotra Kochanowskiego. Wobec chaosu w dyskusji zebrani przegłosowują odwrócony, alfabetyczny porządek zabierania głosu. Pierwsze wypowiada się, nieznające swej tożsamości, Psi, w imieniu niezadowolonych ze swego szyku lub długości zdań, nieopisanych rzeczy, niewyzyskanych możliwości czasowników. Oskarżyciel zgłasza wątpliwość czy można wygrać proces, gdy się jednocześnie oskarża i sądzi. Obrońca proponuje, by powołać kogoś z bohaterów autora spoza kręgu Nowej baśni. Alfa natomiast chce, by sędzią został jego sen – spowiednika cesarskiego, z ósmego rozdziału Srebrnych orłów. Sen ten był sądzony, jest więc świadom praw i obowiązków sędziego. Nie jest wprawdzie osobą, ale jest stanem, który podlega wartościowaniu. Wreszcie, wskazuje Alfa, sen potrafiłby rozmawiać z podsądnym o rozbiciu atomu, które umożliwiło mu przybycie z przyszłości. Wybrany na sędziego Sen poszerza skład sądu o oskarżyciela i obrońcę. Chce by sąd odbył się nie nad autorem, ale pomiędzy autorem a jego dziełem. Następnie cofa sprawę do etapu śledztwa, zawiesza rozprawę i udaje się do stacji Grodiekowo i Pogranicznaja.
W tym podrozdziale pojawiają się też kolejne dane o członkach zgromadzenia:
| Lit. | Przydomek | Postać                        | Charakterystyka                                  | Pochodzenie         |
| ---- | --------- | ----------------------------- | ------------------------------------------------ | ------------------- |
| Χ    | Chi       | Elżbieta Chełmska             | siostra żony ks. Orzechowskiego                  | Bohaterka Labiryntu |
| Φ    | Fi        | Franciszek Erazo?             | Ambasador króla Szwecji                          | Bohater Labiryntu   |
|      |           | Jakub Typotius                | Występuje pod niewłaściwą literą, bo T zajął Tau | Bohater Labiryntu   |
| Ξ    | Ksi       | Księżyna: Magdalena Chełmska? | Żona ks. Orzechowskiego                          | Bohaterka Labiryntu |

### Rozdział V – Tau czy Łżetau
I. Bohaterom powieści uświadamia się, że dzięki Tau uzyskali drugie życie. Niektórzy jak Villafana po raz pierwszy zostali ukazani w pozytywnym świetle. Lecz jeśli będą domagać się jak najprędszego zakończenia powieści czeka ich druga śmierć, siostra sędziego Snu. Tau wyjaśnił, że nie postanowił sobie napisania Nowej baśni, tak jak nie podjął decyzji o uciecze. Do ucieczki namówili go koledzy, którzy w ostatniej chwili zrezygnowali. Z rekonstrukcji wydarzeń na stacji Grodiekowo/Pogranicznaja wynika, że chłopiec Tau oprócz tego, że oświadczył, iż jest kadetem, poinformował oficera, że zgubił dokumenty i portfel z pieniędzmi. Miał przy sobie tylko przepustkę do dentysty i imienny bilet. Oficer wypytał go o znanych sobie oficerów ze szkoły kadetów, obiecał mu eskortę dwóch kozaków do Charbina, a gdyby nie zastał tam ojca z powrotem do Władywostoku i kazał mu iść na miasto i wrócić po kilku godzinach. Chłopiec jednak już nie wrócił.

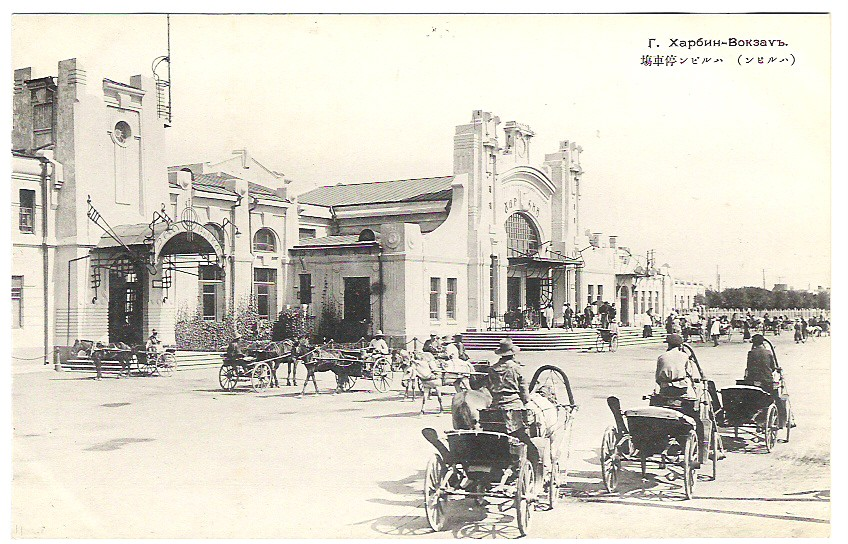
Stary dworzec kolejowy w Harbinie

W sprawie zdarzenia wypowiadają się zgromadzeni w kolejności alfabetycznej. Alfa (Aron) jest zdania, że oficerowi nie zależało na chłopcu, pozbył się go i miał nadzieję, że nie wróci. Becie (Villafana) ucieczka chłopca przypomina jego wyprawę w nieznane, na nowy kontynent, a bunt Tau – spiskowanie przeciw zdobywcy Meksyku. Za bliskie sobie uznaje też niesnaski pomiędzy Tau a ojcem. Beta domyśla się jednak, że ojciec mógł chcieć chronić Tau przed wojenną zawieruchą. Sprawa wydaje się zagmatwana. Ojciec Tau jako mienszewik stanął po stronie admirała Kołczaka. Po jego upadku służył bolszewikom, odbudowując przemysł na Uralu. Nosił się nawet z myślą o rezygnacji z niemieckiego obywatelstwa. Beta jest zdania, że gdyby los nie skierował Tau do Charbina, kilka miesięcy później rodzina połączyłaby się ponownie. Sędzia czyni oficera ze stacji Pogranicznaja odpowiedzialnym za moralny upadek chłopca – za okłamanie pięćdziesięciorga Rosjan i Chińczyków, że jedzie do ojca, a nie, jak było w istocie, do jego przyjaciela. Gamma (Gnup) nie lubi Tau, który jęczy i żebrze przez całą podróż, a wcześniej we Władywostoku. Gamma ma mu za złe jako autorowi, że sprowadził go aż z Islandii i kazał zabić biskupa Stanisława, a może nawet lec w jego grobie, gdy Stanisław zostawał boskim Wężem Pierzastym za oceanem u Indian. Po żydożercy Gammie sędzia powołuje Alfę z Przydechem, jedynego prawdziwego Żyda w Nowej baśni. Dlatego też nadał mu przydomek odnoszący się do jego nazwiska Halewi, a nie do imienia biskupiego, Pawła de Santa Maria. Alfa z Przydechem odmawia odpowiedzi na jakiekolwiek pytanie. Sędzia próbuje zagrozić rozmówcy użyciem przymusu, na co Halewi odpowiada groźbą zakończenia powieści. Delta Bis sugeruje, że jedyne papiery, jakie miał przy sobie chłopiec Tau opiewały na syna inżyniera Parnickiego, ale Tau nie był nim, znalazł je tylko. Autor przerywa dalszą indagację. Sen zostaje złożony z urzędu, a na jego miejsce zostaje wyznaczony Ro (Ryzyko kończenia cyklu nie w najstosowniejszym momencie). Sąd przenosi się do stacji Asziche.
II. Tau dotarł do Charbina, ale nie zastał w nim przyjaciela ojca, Ilji Josifowicza Gurina. Wyrusza więc jego śladem do Władywostoku pociągiem przekraczającym granicę w Asziche. Hibl oskarża Deltę Bis, że swoją wypowiedzią dopuszczającą możliwość, że to nie Tau stanął prze oficerem dyżurnym, otworzył przed bohaterami bezdenną przepaść i spowodował zamianę Snu na Ro. Książce w każdej chwili grozi koniec. Delta Bis, któremu zależy na podziale spadku i otrzymaniu jego części na prace nad wynalazkiem, podejmuje się bronić tezy, że Tau wkraczający na posterunek w czasie wojny, mógłby być wzięty za szpiega i powieszony. Żąda jednak więcej czasu na przygotowanie argumentów. Otrzymuje go, Ro zostaje zastąpiony przez Sen. Uczestnicy proszą o przerwę.
III. Delta Bis występuje przeciw Tau. Używa argumentu fonetycznego: żaden Polak nie użyje litery L na oddanie dźwięku "Ł". Twierdzi więc, że Łukaszowi Żydzięcie Lambda nie przysługuje. Grozi mu wykluczenie z zebrania i w jego efekcie śmierć druga. Tau może go w każdym momencie usunąć z powieści, równałoby się to jednak kapitulacji przed jedną z czterech machin oblężniczych, które Delta Bis wytoczył przeciw tożsamości Tau z synem mienszewika i inżyniera, oddanego do korpusu kadetów, ewakuującego się do Władywostoku. Sędzia Sen domaga, by machiny się wypowiedziały.

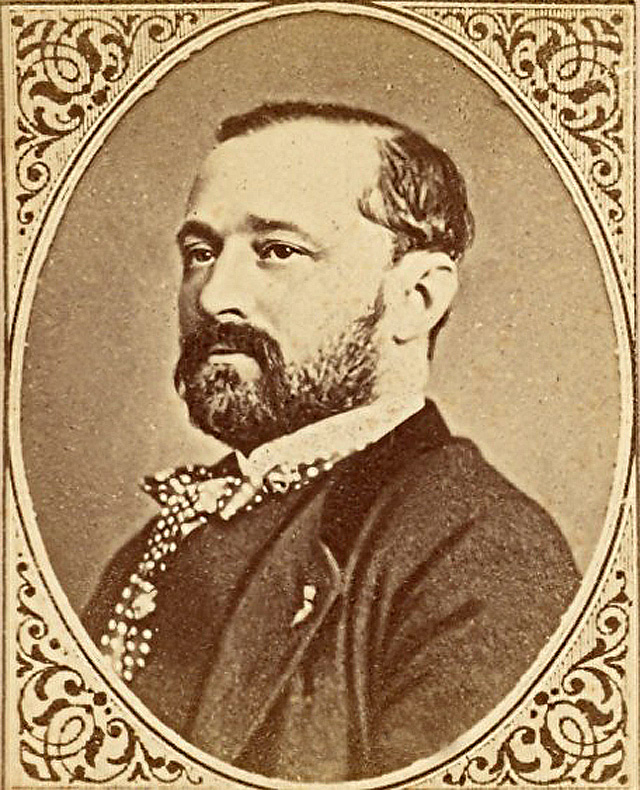
Pierre Alexis de Ponson du Terrail autor Skarbu hugenotów

Machina Pa uważa, że przed dyżurnym na stacji stanął samozwańczy Łżetau. Ponieważ cyfra osiem ma duże znaczenie w życiu Tau, wolałaby się nazywać: acht, eight lub ocho – czyli osiem w trzech językach z jakimi stykał się kolejno Tau przed i po ucieczce. Jego obrońca, Omega, uważa to za znaczące przejęzyczenie, potwierdzające, że Pa uznaje tożsamość Tau. Omega, wzywa Ro na pomoc, wykrzykując po rosyjsku: Ko mnie drug Roe, ko mnie. Delta Bis dowodzi, że ten cytat z powieści Sokrowiszcze gugienotow francuskiego pisarza Ponsona du Terraila, wykrzyczany po rosyjsku, świadczy o rosyjskiej tożsamości Tau. Wyjaśnie, że Łżetau przeczytał ją na półtorej roku przed swą ucieczką z Władywostoku, co zdaniem Omegi oznacza, że chłopiec sprzed ucieczki i po niej to ten sam Tau.
Łukasz Żydzięta atakuje Deltę Bis za to, że się zabawia, tworząc Łżetaua, gdy on walczy o życie. Wyraża też zdziwienie, że ostatnia część cyklu ma coraz bardziej charakter powieści fantastyczno-autobiograficznej. Hibl jest zdania, że to nadal powieść historyczna, w której jednak, zależnie od punktu z którego się patrzy, przeszłość Tau uciekającego z Władywostoku znajduje się za nim, przyszłość – przed nim, z kolei przeszłość Zagłoby uciekającego z eposu narodowego z powrotem do świata, gdzie był u możnych dziwny – jest przed nim, przyszłość – za nim. Delta Bis dowodzi, że kto przychodzi z północy, na przykład z Kolumbii, na równik, ma prawda przed sobą biegun południowy, za sobą północny, ale ma też doświadczenie północy. Spór wkracza w dziedzinę szczegółowej geografii. Omega pyta Deltę Bis o port Pontianak i rzekę Landak. Sen uznaje się za niekompetentnego i przekazuje przewodniczenie Ecie z Przydechem (księżniczce Helenie).
IV. Eta z Przydechem zapowiada zwalenie w gruzy tezy Delty Bis, że na równik można przybyć tylko z północy lub południa. Mi (Morawski) odpowiada, że przybył na to zebranie z odległości 65 lat, jak Tau z Władywostoku. Podobnie też jak Tau dotarł na dworzec z Russkowo Ostrowa, tak Mi w rok 70. trafił z 62., z epilogu powieści Inne życie Kleopatry. W epilogu tej powieści spotkał misjonarza, którego syn nieprawy Jan Wang pożyczył od Mi imię, nazwisko i osobowość. Łukasz Żydzięta wątpi, by mógł uczestniczyć w ich spotkaniu, ponieważ beta została użyta dla Villafany. Delta Bis tymczasem przeciąga rozprawę i skutecznie zmierza do przejścia od motywu ucieczki z Władywostoku w motyw podziału dziedzictwa po Aleksandrze Parznickiej. Eta z Przydechem namawia Tau do kapitulacji. Natomiast Hibl zwraca się do Delty Bis z pytaniem nad jakim to wynalazkiem pracuje. Delta Bis wykorzystuje to pytanie, by przypomnieć, że Tau oszukał podróżnych, iż jedzie do ojca.

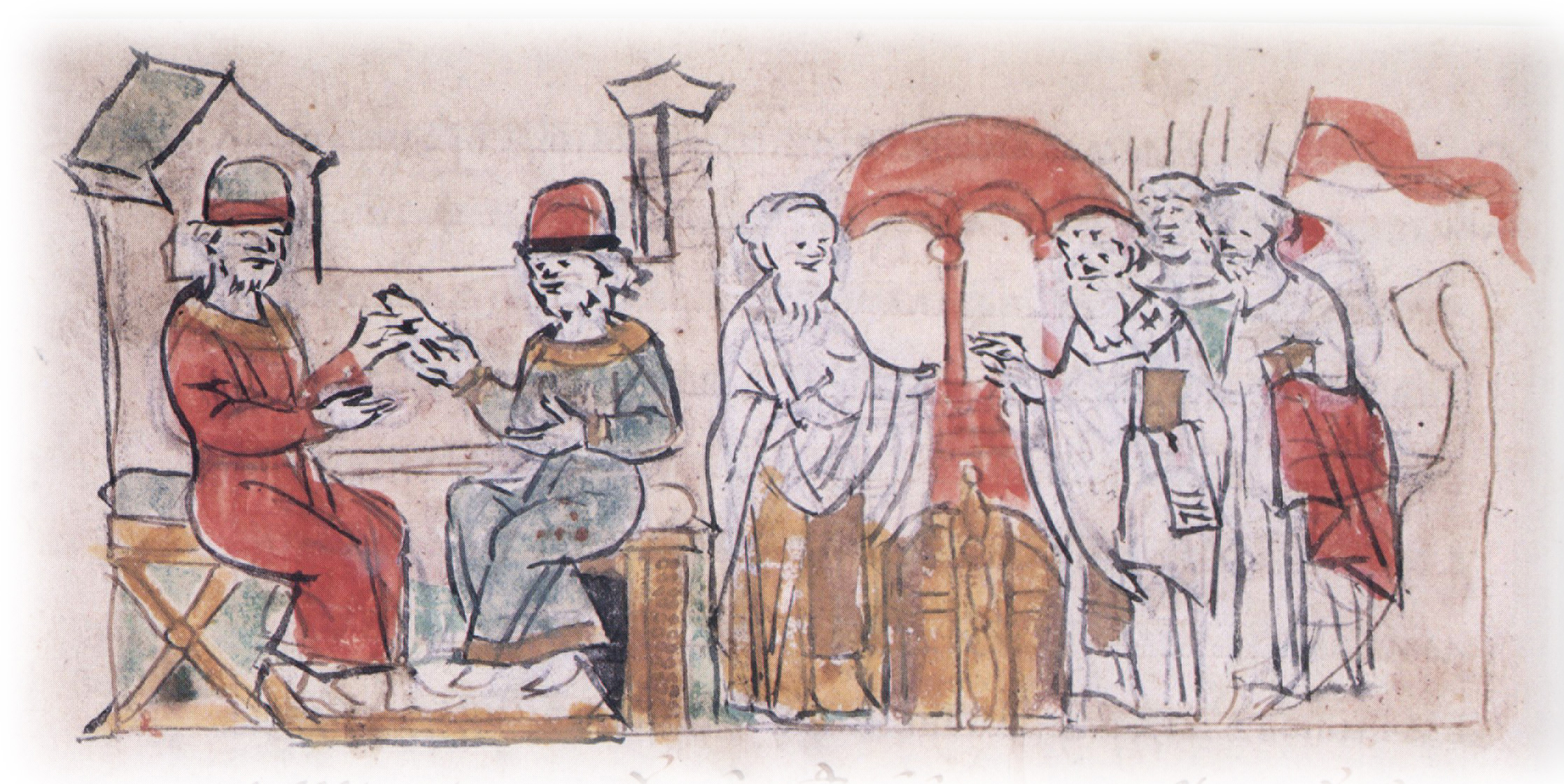
Lambda – Biskup Łukasz Żydzięta

Mi nadaremnie próbuje rozwijać motyw podróży misjonarza z Pontianaku ku przebiegającemu przez Amerykę równikowi. Gamma (Gnup) widzi upadek oporu przeciw autorowi. Odmawia współpracy. Może spokojnie umrzeć. Jest ojcem pierwszego biskupa Islandii i zawsze ktoś będzie o nim pisał. Trwa moda na poprzedników Kolumba. Inaczej rzecz się ma z Ipsilonem bez Przydechu (Iwen Słonina). Tom drugi cyklu był dla niego bardzo obciążający, uczynił zeń tchórza i impotenta. Buntuje się, ale po zlikwidowaniu Nowej baśni, pozostałby nieznanym, podejrzanym o herezję studentem Cambridge, który nikogo nie interesuje. Hibl bez cyklu byłby trzeciorzędnym bohaterem Popiołów. Delta Bis (Dobrucki) nie byłby w ogóle nikim. Dlatego nie dąży do rozwiązania spółki, lecz do przejęcia w niej jak największego pakietu udziałów. Łukasz Żydzięta, gdy mu śmierć zajrzała w oczy stał się wyznawcą autora. Załamał się też Morawski. Tymczasem ujawnia się Jan Wang pod symbolem Digammy. To on zamiast ojca opływa kulę ziemską wzdłuż równika począwszy od Pontianaku. Sędzia chce zamknąć rozdział. Protestuje Dobrucki, twierdząc, że Tau nie umiejąc dowieść, że do urzędu wojskowego, a potem między Polaków w Charbinie nie wszedł Łżetau, stawia tezę, że prawda dziejowa jest niepoznawalna. Digamma zgłasza swoje roszczenia do spadku, rozbijając wystąpienie Delty Bis.
W podrozdziale zostaje ujawniona, wbrew zapowiedziom sędzi, tylko jedna nowa osoba:
| Lit. | Przydomek | Postać   | Charakterystyka | Pochodzenie                    |
| ---- | --------- | -------- | --------------- | ------------------------------ |
| Ϝ    | Digamma   | Jan Wang | syn misjonarza  | Bohater Innego życia Kleopatry |

### Rozdział VI – Rządy Thety i Pi Bis
I. Digamma jako postać rodem z Innego życia Kleopatry czuje się mniej zależnym od autora. Uważa za szaleństwo pisanie równocześnie Nowej baśni i powieści niby spoza cyklu. Popiera kandydaturę Homodei na przewodniczącego. Słyszał o nim, jako o znawcy krytyki literackiej, w epilogu powieści Zabij Kleopatrę, w rozmowie, toczącej się w 1829 roku, między dwoma członkami obecnego zgromadzenia. Digamma wzywa obecnych, by poszli za nim, a zostaną wyzwoleni. Iwen próbuje ustalić czy pójdą w stronę konstytucjonalizmu czy absolutum dominium. Digamma przedstawia siebie jako chrześcijańsko-demokratycznego socjalistę.
Tau ogłasza zamiar odwołania Digammy i odesłania go skąd przyszedł. Nie jest tego jednak w stanie uczynić, z uwagi na swoją autorską miłość własną. Próbuje więc postraszyć swe postaci zakończeniem powieści, w które one jednak nie wierzą, bo wciąż ją jeszcze pisze. Tau wzywa Omegę, by wystąpiła przeciw Digammie. Ten proponuje ustępstwa jeżeli Łżetau zrezygnuje z upierania się przy symbolu Tau. Wobec zlekceważenia jego propozycji Digamma wywołuje ukrywającą się dotąd Thetę i znika. Theta wspomina chwile gdy ojciec Łżetau przyniósł wiadomość, że Austriacy wziali Pieriemyszl, a chłopak zapytał: a jak to będzie po naszemu? Omega wychwytuje po raz kolejny użycie określenia Łżetau dla etapu życia Tau sprzed ucieczki z Władywostoku. Okazuje się jednak, że dla Thety fałszywy jest symbol, jakiego autor używa, a nie jego tożsamość. Theta określa autora jako Fiodora Bronisławowicza. Zostaje jednogłośnie wybrana przewodniczącą.

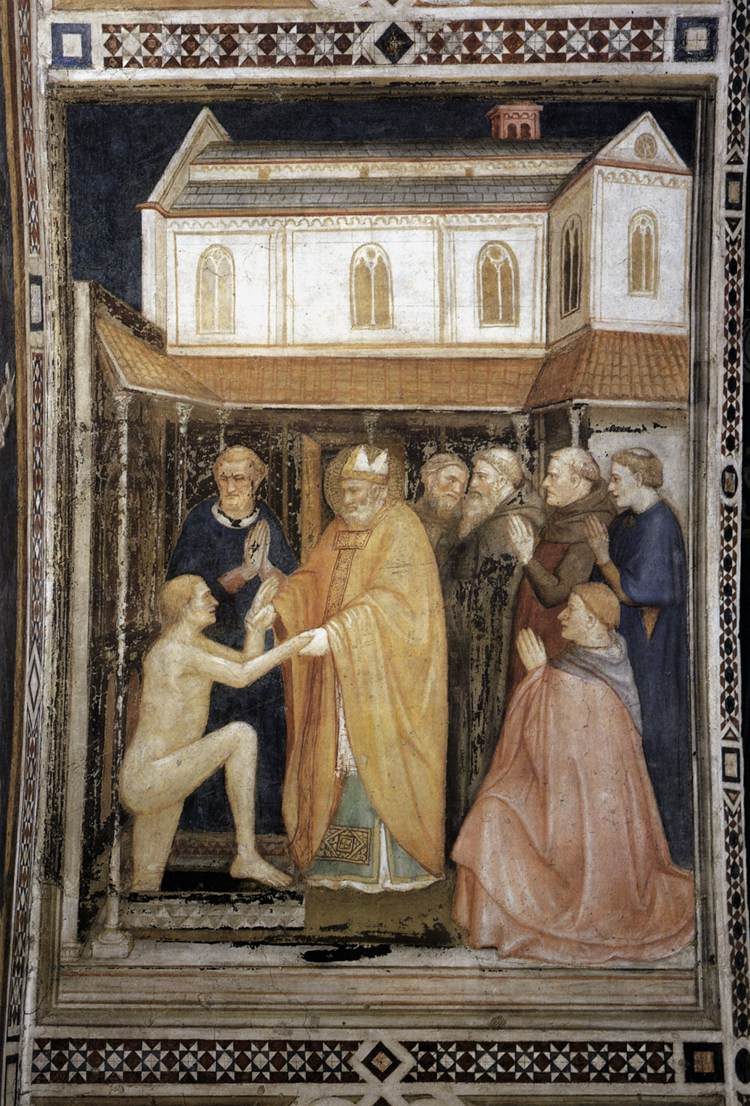
Sigma – Stanisław Szczepanowski

II. W swej mowie inauguracyjnej Theta zwraca uwagę, że od thety zaczyna się zarówno grecki wyraz określający morze (thalassa) jak i śmierć (thanatos). Zapowiada śmierć drugą bohaterów powieści w morzu. Małego morza doświadczyli i Łukasz Żydzięta, panowie Parzniccy, i księża de Santa Maria, ojciec i syn. Aleksander Morawski, Zagłoba, Villafana, Atanazy Diasjusz Nikitin, Eryk Gnupson, Stanisław Szczepanowski żeglowali wiele, a jeszcze więcej Iwen i jezuita Homodei. Alfa upomina się o podkreślenie jego doświadczenia w sztuce topienia się i szeroko omawia wystąpienie Thety. Ta w końcu odbiera mu głos i zarządza wystąpienia w porządku alfabetycznym odwróconym, pierwsi stają się ostatnimi. Omega uznaje się za ciasnego prawnika oddaje swój głos Digammie lub Sanowi. Mimo oporu Omegi Theta inaczej rozmieszcza te litery w alfabecie. Wywołuje Pana Psi, który nie chce nosić imienia kończącego się na literę "a" (Psychologia, Psychoza). Kolejna, Chi, zgadza się być pochłoniętą przez morze, byleby razem z ukochanym Kappą. W przeciwnym razie na złość autorowi utopi się w stawie. Fi zwraca uwagę, że nie może zatonąć w morzu, bo skończył życie inaczej, co mogłoby skompromitować autora. Chi próbuje zmienić porządek wystąpień na chronologiczny, by przyspieszyć wypowiedź Kappy.
Kolejny jest Digamma (Wang). Narzeka na swoje pochodzenie w połowie holenderskie, po ćwierci chińskie i malajskie i przybraną tożsamość Aleksandra Morawskiego. Mi (Morawski) ubliża mu, co Digamma przyjmuje spokojnie. Współczuje temu seryjnemu nowobaśniowcowi: połączeniu mieszańca z ducha z bękartem z krwi i ciała. Theta domaga się od niego, by wypowiedział się czy utonie. Digamma zwodzi ją. Zgaduje, że autor boi się go uśmiercić, obawiając się doprowadzenia do kompromisu między ojczyźnianością a nowobaśniowością. Theta stara się przekonać go, że nowobaśniowość łączy bohaterów tej powieści, ale patriotyzm jest dla każdego sprawą indywidualna. Digamma zapytany o swój patriotyzm określa siebie jako Tymorczyka. Uważa się za patriotę i niepodległościowca. Theta z Ro starają się doprowadzić go do wyrażenia zgody na utonięcie. Theta obiecuje, że pozwoli mu żyć do lat 60. XX wieku, żeby mógł doczekać niepodległości Tymoru w ramach konfederacji z Jawą, Sumatrą, Borneo i Celebes. Wtedy upomni się o niego morze. Wzór dla jego śmierci bierze Ro od Dzety, opowiadającego o dwóch żołnierzach, którzy zabili się, choć byli katolikami bez zarzutu: Wołodyjowskim i Ketlingu. Ro chce ten polski wzór godzenia ojczyźnianości z samobójczością rozpropagować na Tymorze. Układa scenariusz: Digamma, mieszaniec szczuty przez tymorycko-indonezyjskich patriotów, zostanie zatopiony przez Portugalczyków okupujących Timor wschodni, gdy będzie walczył o jego wyzwolenie. Theta odprawia Ro, rezygnuje z dalszego przewodniczenia i wzywa do objęcia go przez autora. Autor przekazuje tą funkcję Pi Bis (Antoniemu Parznickiemu).
Potwierdza się tożsamość Fi i ujawnia tożsamość Thety i Kappy
| Lit. | Przydomek | Postać              | Charakterystyka         | Pochodzenie       |
| ---- | --------- | ------------------- | ----------------------- | ----------------- |
| Φ    | Fi        | Franciszek Erazo    | Ambasador króla Szwecji | Bohater Labiryntu |
| Θ    | Theta     | Śmierć              |                         |                   |
| Κ    | Kappa     | Krzysztof Villafana | syn Antonia             | Bohater Labiryntu |

III. Delta (ks. Daniłowicz) prosi o głos, by domagać się wyjaśnienia kto naprawdę odpowiada za Nową baśń. Pi Bis odracza eksperyment, na który zgodził się Tau i wzywa go do złożenia wyjaśnień. Tau przekazuje Pi Bis, że przed chwilą zawiesił konstytucję, wprowadził rządy autorytarne i przekazał mu je. Sam więc musi i może o wszystkim odtąd decydować. Jeśli nie będzie potrafił, wymkną mu się rządy autorytarne i już nic nie będzie od niego zależało. Pi Bis rozmyśla czy jego rządy podlegają Thecie jako śmierci. Mi upewnia się czy powieść rzeczywiście już się kończy, zakończyć miał ją bowiem ksiądz Daniłowicz, a nigdzie go nie widać. Pi kontynuuje rozmyślania nad Thetą i jej elitarnością, kiedy spostrzega, że wszyscy umilkli. Chce wrócić na swoje dawne miejsce, ale jest już zajęte przez Thetę. Zmuszony jest stanąć na mównicy i mówić. Tylko tak uratuje swoje rządy autorytarne. Mówi więc o czymkolwiek: o tym, że Tau sygnalizuje istnienie innego jeszcze autora poza sobą; o sławnym, trwającym blisko stulecie pieniactwie Dobruckich; o wysłaniu go przez jezuitów za Atlantyk po wybuchu rewolucji francuskiej; o tym że spotkał w mieście Meksyk kilkunastu Villafanów i dowiedział się od nich o spadku po Aleksandrze Parznickiej, którą to wiedzę najwyraźniej chcieli przed nim ukryć ojciec i jezuici.

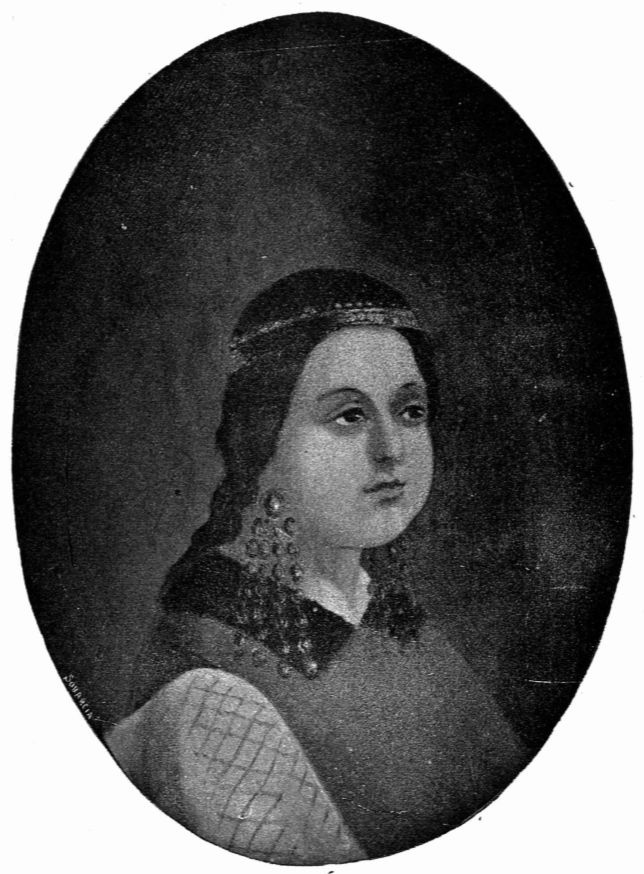
Eta z Przydechem – Helena Wołoszanka

Pi Bis uważa, że ich twórca jest jak Kolumb, który gdy w końcu natknie się na jakiś ląd, dowie się dokąd zmierzał. Jest zdania, że tworzywo literackie może się zbuntować przeciw twórcy, jak Jacek Soplica albo Połaniecki. Nikt przecież nie wierzy w przemianę Soplicy, ani w nieskazitelność Połanieckiego. Nowobaśniowcy też się zbuntowali skutecznie. Nikt nie uwierzy w tożsamość ich prawdziwych z tymi z Nowej baśni. Pi Bis zdaje sobie sprawę, że autor wprowadził go do powieści, by wystąpić pod jego maską, jak w Zabij Kleopatrę, potem jednak zmienił zamiar i wepchnął się sam do powieści, żeby analizować swoje dziecięce podróże po Azji w świetle wędrówek Leptynesa z Końca "Zgody Narodów" i w ten sposób zbratać się ze swoimi bohaterami w niemożności ustalenia jednoznacznie swojej tożsamości.
Rozbawiona anegdotą Pi Bis, o porucznikach, którzy zdejmowali buty, by zbratać się w bosiactwie z żołnierzami nie mającymi butów, wchodzi na mównicę Eta z Przydechem (księżna Helena). Stwierdza, że Autor pomylił się co do niej. Jej imię zaczyna się bowiem od epsilon, a nie od ety. Proponuje rozmowę o tym czy Teodozja Burr skacząc z pokładu statku do morza była bosa. Ona sama nie zginęła tak nagle. Już na kilka dni przed 18 stycznia 1505 wiedziała, że grozi jej utopienie z rąk przeciwników politycznych w rzece Wołchow. Helena przywołuje jeszcze jedną postać z twórczości Tau, idącą boso na śmierć, Markię ze Słowa i ciała, powracając w ten sposób do wątku osłabienia inwencji Tau. Jota (Itl) skarży się na użycie przez Helenę angielskiego. Ona zarzuca mu nieznajomość języka swego cesarza. Amerykanin, Aaron Burr, ojciec Teodozji, opatrzony przez Pi Bis błogosławieństwem zakonu jezuitów, ogłosił się w 1807 roku cesarzem meksykańskim. Ro prosi o oddanie mu przewodniczenia, strasząc zakończeniem powieści. Delta nie boi się, bo autor obiecał mu doniosłą rolę do odegrania pod koniec powieści. Bohaterowie zaczynają odliczać czas do końca Nowej baśni. Ro zaprasza księdza Daniłowicza na mównicę.
Wyjaśnia się tożsamość Joty:
| Lit. | Przydomek          | Postać | Charakterystyka | Pochodzenie       |
| ---- | ------------------ | ------ | --------------- | ----------------- |
| I    | Jota bez Przydechu | Itl    | indianin        | Bohater Labiryntu |

### Rozdział VII – Sąd na polskością dzieła Tau

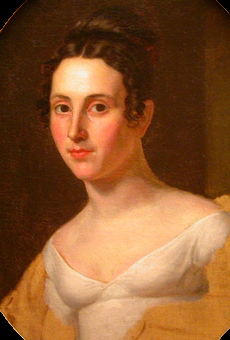
Teodozja Burr

#### Podrozdział I – Tau i Nadtau
Antoni pokazuje księdzu Daniłowiczowi swoje zapiski z podróży za Atlantyk. Wynika z nich, że zajmował się tam najpierw z polecenia rozwiązanego zakonu sprawami kanadyjskimi, a po ich zakończeniu został wysłany, by towarzyszyć córce Aarona Burra, Teodozji, jako spowiednik, z nadzieją na arcybiskupstwo Meksyku, po spełnieniu się planów jej ojca, ogłoszenia się cesarzem Meksyku i wkroczenia na jego terytorium zbrojnie. Po latach Antoni uważa, że ta misja miała go ostatecznie skompromitować w oczach zakonu i swoich. Daniłowicz jest zdania, że autorem spisku był Mateusz Homodei, a środki finansowe pozyskano ze spadku po Aleksandrze Parznickiej. Mężczyźni przechodzą na ty, obliczywszy, że są mniej więcej równolatkami, urodzonymi około 1760 roku. Dochodzą do wniosku, że wprowadzenie przez autora siebie do powieści ma wyraźne cechy masochizmu, i że trzeba doprowadzić do wybuchu tej skumulowanej energii pisarza, sięgając po wątek Teodozji Burr. Powinien on być wycelowany w Roego, który jest reprezentantem Tau, a może nawet jakiegoś Nadtau. Antoniemu dokucza nieodmienność Tau i Nadtau. Próbuje, idąc za Mickiewiczowską zmianą hrabiego de Nassau na Denassowa, uczynić Nadtau Denatowem lub jeszcze lepiej Fonnatowem (korzystając raczej z niemieckiego von, niż z francuskiego de). Michał Daniłowicz wykorzystuje zastąpienie w szkole małego Tau nauczyciela Sołowjowa przez madame Diakow, która zamęczała uczniów Fonwizinem i przetwarza ją w Teodozję Burr, tworząc zestaw Fonnatow – Fonwizin – mme Diakow – Teodozja Burr.

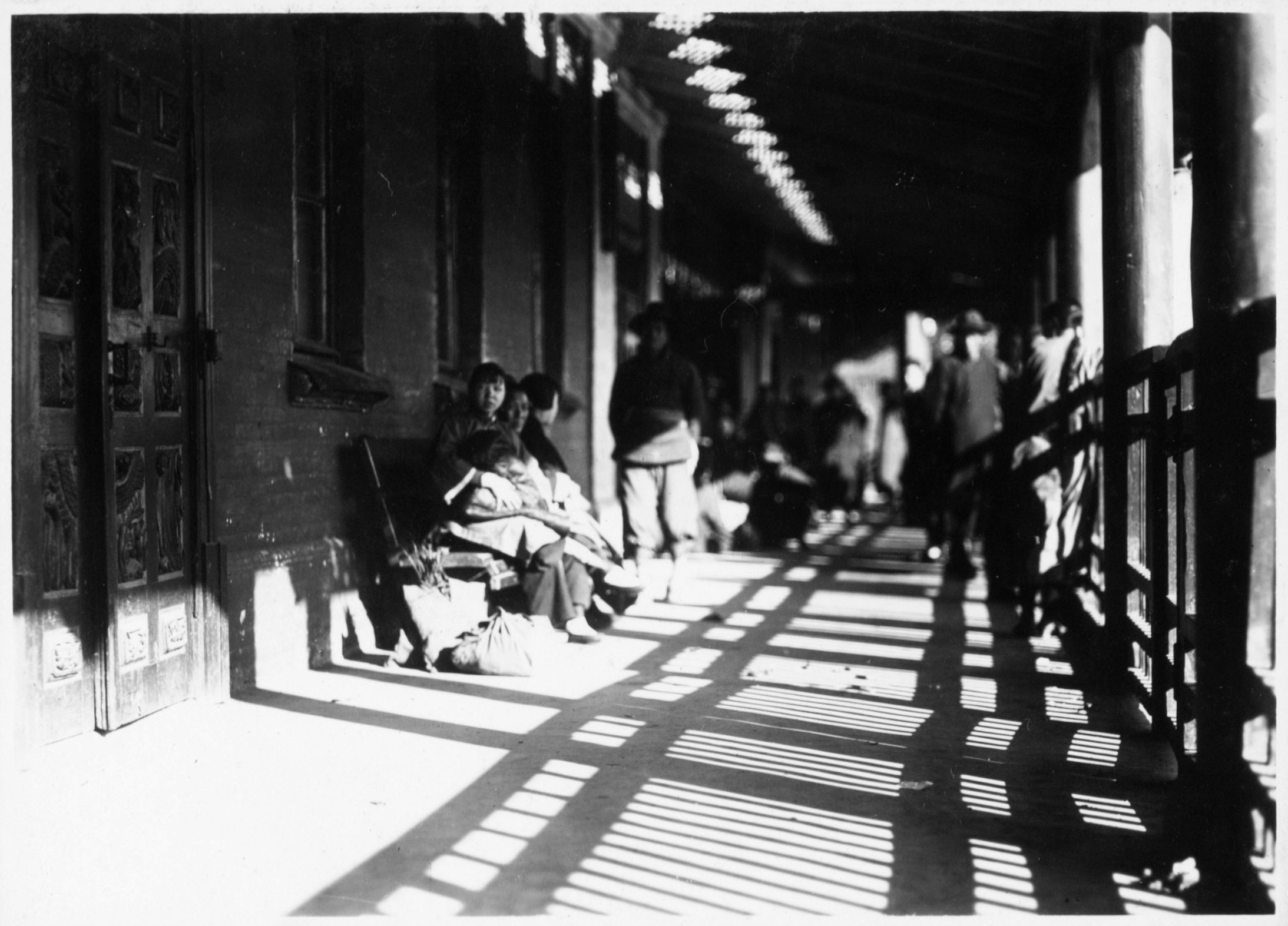
Stacja Asziche (Acheng)

Daniłowicz przytacza zdarzenie ze stacji Asziche, kiedy dwunastolatka jedzącego barszcz, naczelnik stacji zapytał: Jakiej jest pan narodowości? Zapytany przez Antoniego o Roego odpowiada, że według niego mógłby mieć tytuł syna Nadtaua. Rozmówcy podejmują próbę zbudowania gnostyckiej chrystologii Nowej baśni. Świadomość Taua odkryła w sobie, iskrę twórczą noszącą cechy boskiego pochodzenia. Daniłowicz nazywa ją światłością integralną i wiekuistą (SIW). Tau, odkrywszy w sobie tą energię, choć nieświadomy, że pochodzi ona od Nadtaua, tworzy między innymi Nową baśń. Nie wie, że w istocie tworzy ją owa światłość. Dlatego nie podaje w wątpliwość zgodności z prawdą swoich myśli. Jego niewiedza powoduje, że swą sprawiedliwość kieruje tylko do stworzeń, a nie do siebie. Stawia nowobaśniowcom wymagania, którym nie umieją podołać, bo nie zostali przez niego wyposażeni w niezbędne do tego środki. Taua ogranicza zresztą nie tylko jego niewiedza, ale też faktyczna ilość, udzielonej mu przez Nadtaua, energii twórczej i jakość tworzywa czyli żywot pierwszy, historyczny, postaci powieściowych. Nadtau lituje się nad niedolą nowobaśniowców, dziełem Taua, i wykuwszy z siebie Roego, zsyła go w świat Nowej baśni, aby ich zbawił przed koniecznością bytowania w kształcie nowobaśniowości, jaki stworzył Tau. Jeśli jednak Tau okazałby się sprawcą niedoli istot, które sam stworzył, uniemożliwiłby wszelką chrystologię, a bohaterowie znaleźliby się w błędnym kole. Nie można by było zakończyć powieści. Konieczne jest zatem, by Tau był miłośnikiem prawdy i uznawał władzę Nadtaua nad sobą. Przy czym Nadtau nie wiedziałby nic o swym rozstrzygającym oddziaływaniu na tworzenie się Nowej baśni, ani w ogóle o niczym. Byłby przedmiotem świadomości, a nie podmiotem. Zadaniem Daniłowicza i Parznickiego byłoby natomiast określenie natury Nadtaua i charakter zależności od niego Taua.

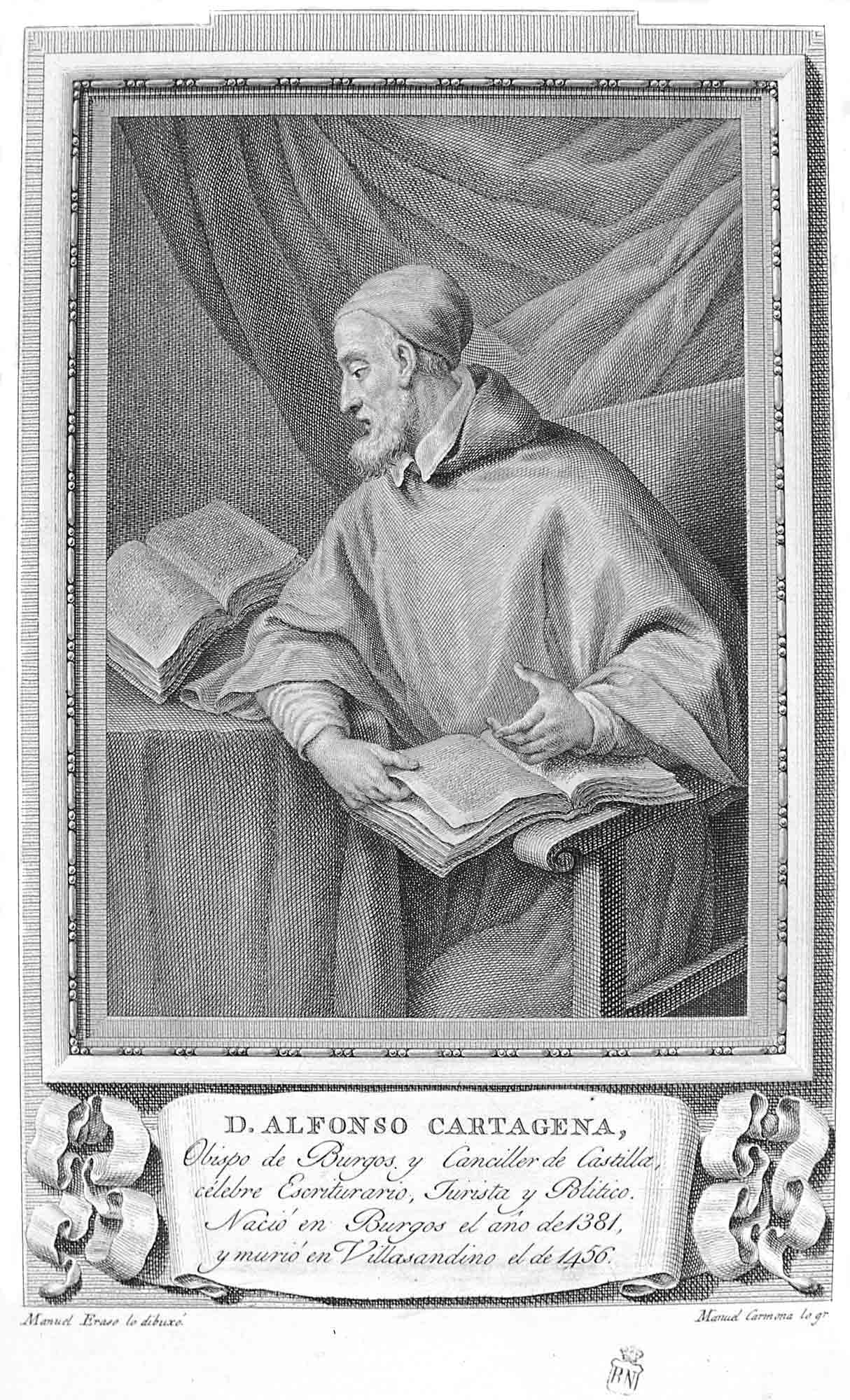
Sigma – Alfonso de Santa Maria (1384-1456) biskup Burgos

#### Podrozdział II – Snobizm na tle polskości
Ro ogłasza że, pod nieobecność Daniłowicza i Parznickiego, uchwalono jednogłośnie, tak zakończyć Nową baśń, by czytelnik sięgnął po Zabij Kleopatrę i Inne życie Kleopatry. Ro jest zdania, że na takim utylitarnym rozwiązaniu zyskuje pisarz i postaci cyklu. Parznicki przeciwnie, uważa, że zyskują tylko ci, którzy w tych powieściach występują. Z rozmowy Delty i Pi Bis na osobności, bohaterowie dowiedzieli się, że są narodem: mają wspólne terytorium – ponad sto arkuszy wydawniczych cyklu powieściowego, są wspólnotą mieszańców, jak Meksyk czy Brazylia i są chętni za nią zginąć. Istnienie ich społeczności czeka wprawdzie koniec, ale jak twierdzi Ro, upadek Troi nie był jej absolutnym kresem, doprowadził do założenia przez pobitych Rzymu i ostatecznie do zwycięstwa nad Grecją. Parznicki-Pi Bis nie rozumie, co to ma wspólnego z dziedzictwem po Aleksandrze Parznickiej. Ro ujawnia, że szósty tom Nowej baśni, ma wykazać, wbrew informacjom z Zabij Kleopatrę, że Morawski nie jest głównym beneficjentem tego spadku. Parznicki jest gotów oddać życie za swój mały naród, ale żąda, by najpierw uznano autora winnym tego, że wprowadził do powieści całkiem zbędny wątek Aleksandry Parznickiej jako diablicy, jednodniowej żony Bonieckiego i matki Zagłoby.
Omega ujawnia, że jest Aleksandrą Parznicką. Święty Stanisław, występujący już pod literą san, (symbol sigmy oddał biskupowi Afonsowi de Santa Maria) kontynuuje wystąpienie Parznickiego przeciw Omedze. Nie widzi uzasadnienia dla przyznania jej tak znaczącej roli w piątym tomie cyklu. Zagłobę mógł urodzić ktokolwiek, tymczasem urodziła go właśnie Parznicka. Wspomina o meksykańskim zwyczaju łączenia metali (metales casados), które nie jest stopem, a zwie się małżeństwem metali. Wszystkie dotychczasowe tomy żeniły powieść fantastyczną z historyczną, choć proporcje między metalami nie były jednakowe. W tomie szóstym małżeństwo przetworzyło się w trójkąt, doszedł element powieści autobiograficznej. Meksykańskie ozdoby składają się z czterech metali. Czwartym w Nowej baśni jest powieść metafizyczna. San przydziela metales casados poszczególnym typom powieści: historycznej – srebro, fantastycznej – miedź (Potem autor zmieni miedź na rtęć), autobiograficznej – mosiądz, a metafizycznej – platynę.
| Lit. | Przydomek | Postać                         | Charakterystyka                     | Pochodzenie                               |
| ---- | --------- | ------------------------------ | ----------------------------------- | ----------------------------------------- |
| Ω    | Omega     | Aleksandra Parznicka           | jednodniowa żona Bonieckiego        | Bohaterka Wylęgarni dziwów                |
| Ϻ    | San       | biskup Stanisław Szczepanowski | oddał sigmę Afonsowi de Santa Maria | Bohater Robotników wezwanych o jedenastej |
| Σ    | Sigma     | Alfonso de Santa Maria         | syn Pawła de Santa Maria            | Bohater Czasu siania i czasu zbierania    |

Na prośbę Stanisława Omega wyjaśnia, że ośmioletni Tau przebywał w Ufie, do której jego ojciec, poddany cesarza niemieckiego, został zesłany podczas wojny przez władze rosyjskie. Stanisław wywodzi, że autor wybrał go na bohatera swojej powieści nie ze względu na jego doniosłość historyczną, ale z uwagi na niejasność źródeł historycznych, które go dotyczą. Właśnie baśniowość jest przyczyną nowobaśniowego drugiego żywota niektórych bohaterów cyklu. Stanisław uważa, że autor zaczyna zdradzać objawy znużenia i dobrze byłoby już zakończyć powieść, ten jednak zarzuca biskupowi, że wprowadzając zmianę jego imienia z Tau na Thau uniemożliwił to. Stanisław wskazuje, że zainicjował zmianę Delta, nazywając Hoffmanna Theodorem. Uważa, że na stacji Asziche rzeczywiście nastąpiła istotna przemiana, ale nie Łżetaua lecz Thaua w Taua, nie Rosjanina tylko Niemca w Polaka. Dlatego też jego zdaniem on sam pojawia się w powieściach Taua. Każdy bowiem, kto chce się utwierdzić w swojej polskości musi wybrać na bohatera albo jego i Bolesława Śmiałego, albo kanclerza Zamoyskiego i Samuela Zborowskiego. Stanisław widzi w tych dwóch parach temat wolności od miecza państwa. Uważa, że pisarz uczynił go tej wolności szermierzem.

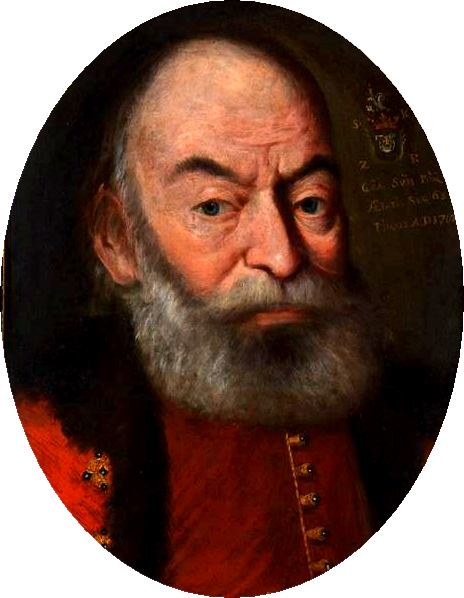
Samuel Zborowski

Zarzuca jednak autorowi, że nie uznał jego świętości, wypowiadając się jasno w I tomie Baśni nowej, że w grobie Stanisława spoczął Islandczyk Gnup, a biskup jeśli osiągnął świętość to jako święty wąż pierzasty Tolteków za Atlantykiem. Stanisław wyjaśnia Ni, że włada językiem ruskim, bo w I tomie był prawosławnym diakonem. Przypuszcza, że ze względu na pojawiającego się w VI tomie unickiego koadiutora supraskiego pod imieniem Delty. Kiedy próbuje zapytać Mi o kwestię z powieści Zabij Kleopatrę, okazuje się, że ten izwolil wybyt', jak nauczyciel Taua w szkole kadetów, który oceniając go gorzej niż należało, trwale odcisnął się na wrażliwości chłopca i jego obsesjach. Gdyby nie wybył, nie przyszłaby pani Diakowa i nie zapytała kadeta Tau, co powiedział książę Potiomkin Denisowi Fonwizinowi po premierze komedii Niedorosl. Nauczycielka opowiadała o tym, gdy wywołał ją mąż i zapomniała, że nie dokończyła opowiadania. Zaskoczony pytaniem Tau odpowiedział, że Potiomkin powiedział: Umri Dienis. Tak zrodziła się obsesja chłopca, że gdy sztuka nie spodoba się państwu, to jej autorowi mówią: umri. Z tego powodu przepadło bardzo wiele ciekawych motywów w twórczości Taja.
Słysząc pobłażliwe uwagi Stanisława na temat swego ubóstwienia Omikron Oksza Orzechowski rozdziera na sobie szaty. Ro opowiada historię z życia szkolnego Tau. Koleżanka Białoskórska stwierdziła kredą na tablicy ślub Janki Jezierskiej z kolegą Sicińskim, czego świadkami byli brat panny młodej i Tau, a ślubu udzielił Andrzej Zaleski. Zapis na tablicy wywołał straszliwe oburzenie panny J. B., gospodarza klasy. Powściągnął je dopiero ksiądz Ostrowski, stwierdzając, że skoro ślubu udzielał Zaleski, to jest on nieważny. Nie ma więc powodu, by Stanisław gniewał się za ubóstwienie przez Tau, bo jego słowo nie ma uprawnień do nadawania takiej godności, natomiast godność świętego została mu nadana przez uprawnione ku temu moce. Albo więc Tau uzna ponadbaśniową sytuację Stanisława i poprosi o ustalenie terminu i okoliczności końca nowobaśniowego świata, albo zrzeknie się miana katolika i korzystania z owoców katolicyzmu określonego przez dekabrystę Łunina, jako powstanie wiekuiste w obronie wolnego człowieka.

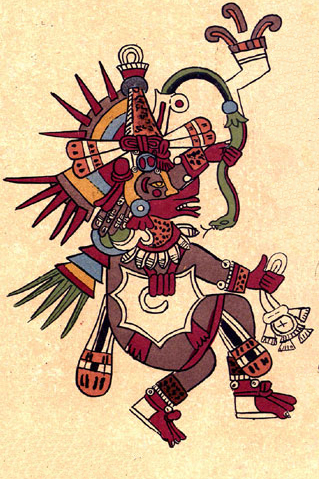
Wąż pierzasty – ubóstwiona postać Stanisława

Stanisław zgadza się, że uczynienie go bogiem przez Thaua powinno go raczej bawić niż gniewać. Natomiast gniewa go uczynienie go bękartem i uważa że bezsensowność tej decyzji pisarskiej dowodzi niepotrzebności wszystkich wątków związanych z Aleksandrą Parznicką. Zachodzi bowiem bezpośredni związek między uczuleniem autora na motyw nieprawego pochodzenia, a licznymi pokoleniami Parznickich biorących początek od pani Aleksandry. Autor w ten sposób dorabiał sobie przodków, ulegając snobizmowi na tle własnej polskości, skłaniającemu do ciągłego udowadniania, że jest właśnie pisarzem polskim. Ro przerywa i próbuje ogłosić koniec Nowej baśni. Święty Stanisław powstrzymuje go. Zakończyć teraz, nie wyjaśniwszy kto naprawdę poprzez ten cykl wypełnia wolę Nadtaua, oznaczałoby uznać dzieło za ateistyczne. Ro uznaje, że jest, czym jest, co Stanisław przyjmuje jako obiecujące dla kontynuacji Nowej baśni, choćby dotyczącej niemieckości przodków Taua. Ro zwalnia mowę obowiązującą dotąd w tym podrozdziale z pracy. Aby nie zostać niemowami bohaterowie przenoszą się do kolejnego podrozdziału.

#### Podrozdział III – Podstęp Alfonsa de Santa Maria
Narrator przegląda rzeczy występujące w powieści: machiny Delty Bis (Pa, Sy, Wu, Lis, Czi, Tiu i Szi) i metales casados. Metale, które w istocie są rodzajami powieściopisarstwa, zobowiązują się wobec Sigmy (biskupa de Santa Maria) puścić w ruch machiny, by dowieść konieczności i dobroczynności nadania Stanisławowi Szczepanowskiemu statusu bękarta i zbiega z greckości w łacińskość. Metale chcą użyć przejściowo, jak chloroformu, motywu bóstwa tolteckiego. Jako honorarium żądają prawa do łupów literackich. Zjawia się Hibl i wzywa Sigmę na głosowanie nad uznaniem Nowej baśni za dzieło nie przynależące do literatury polskiej.

#### Podrozdział IV – Spór o autora i św. Stanisława
Gdy obydwaj pojawiają się na zgromadzeniu, dowiadują się, że w wyniku głosowania 18 głosów padło za wnioskiem i tyleż przeciw. Ponieważ głosów padło zbyt wiele, Ro ogłasza reasumpcję głosowania. Za nieobecnego Mi głosuje Sen (Morfeusz). Psi, jako trybun chce, by zagłosowali maluczcy: znaki przestankowe, zdania itp. Po pościgu za Mi, który uciekł na motocyklu czasoprzestrzennym w przeszłość, wracają Eta bez Przydechu, Eta bez Przydechu Bis i Ipsilon z Przydechem. Ostatni ze ścigających Mi, okazuje się kobietą, husytką, ofiarą oszczerczych domysłów. Eta bez Przydechu Bis – Fernandez Puertocarrero, oddał swemu rodakowi Franciszkowi Erazo, który chciał siedzieć blisko Elżbiety Chełmskiej, swój symbol fi, a wziął od niego etę. Ro wypatruje w tłumie, pod symbolem Ety bez Przydechu, pierwszego biskupa islandzkiego Eryka i następcę węża pierzastego po śmierci Stanisława – Etę bez przydechu. Mi pojawia się głosuje i ponownie odjeżdża. Wynik wynosi 16:16.
| Głosowanie za wnioskiem nad uznaniem Nowej baśni za nie należącą do literatury polskiej | Głosowanie za wnioskiem nad uznaniem Nowej baśni za nie należącą do literatury polskiej | Głosowanie za wnioskiem nad uznaniem Nowej baśni za nie należącą do literatury polskiej | Głosowanie za wnioskiem nad uznaniem Nowej baśni za nie należącą do literatury polskiej | Głosowanie za wnioskiem nad uznaniem Nowej baśni za nie należącą do literatury polskiej | Głosowanie za wnioskiem nad uznaniem Nowej baśni za nie należącą do literatury polskiej | Głosowanie za wnioskiem nad uznaniem Nowej baśni za nie należącą do literatury polskiej | Głosowanie za wnioskiem nad uznaniem Nowej baśni za nie należącą do literatury polskiej | Głosowanie za wnioskiem nad uznaniem Nowej baśni za nie należącą do literatury polskiej | Głosowanie za wnioskiem nad uznaniem Nowej baśni za nie należącą do literatury polskiej |
| --------------------------------------------------------------------------------------- | --------------------------------------------------------------------------------------- | --------------------------------------------------------------------------------------- | --------------------------------------------------------------------------------------- | --------------------------------------------------------------------------------------- | --------------------------------------------------------------------------------------- | --------------------------------------------------------------------------------------- | --------------------------------------------------------------------------------------- | --------------------------------------------------------------------------------------- | --------------------------------------------------------------------------------------- |
| Za                                                                                      | Gamma                                                                                   | Delta                                                                                   | Theta                                                                                   | Jota                                                                                    | Jota                                                                                    | Kappa                                                                                   | Sen                                                                                     | Ni                                                                                      | Ksi                                                                                     |
| Przeciw                                                                                 | Alfa                                                                                    | 'Alfa                                                                                   | Delta''                                                                                 | Epsilon                                                                                 | Dzeta                                                                                   | 'Eta                                                                                    | Beta                                                                                    | Lambda                                                                                  | 'Jota                                                                                   |
| Za                                                                                      | Omikron                                                                                 | 'Omikron                                                                                | Pi                                                                                      | Digamma                                                                                 | San                                                                                     | Chi                                                                                     | 'Ipsilon                                                                                |                                                                                         |                                                                                         |
| Przeciw                                                                                 | Sigma                                                                                   | Ipsilon                                                                                 | Fi                                                                                      | Eta''                                                                                   | Eta                                                                                     | Omega                                                                                   | Mi                                                                                      |                                                                                         |                                                                                         |

Ro namawia Psi do oddania głosu decydującego, ten jednak godzi się oddać głos tylko wespół z maluczkimi. Ro próbuje rozerwać ich jedność, ale metale w rolach związków zawodowych imiesłowów, zdań nawiasowych itp. nie dają się sprowokować. Ro chce zamknąć głosowanie, ale Kappa (Krzysztof Villanova) przerywa mu ogłaszając, że wszystko, co otrzymał Atanazy Nikitin, a po nim odziedziczyła Aleksandra Parznicka, należy do niego. Testament, który sporządzili z Itlem na rzecz Atanazego był bowiem wadliwy i łatwo go będzie obalić i przekazać środki na towarzystwa dobroczynne i związki zawodowe. Psi ogłasza strajk. Wyjaśnia, że gdyby zagłosował sam jeden, Ro użyłby przysługującego mu jako przewodniczącemu prawa do dwóch głosów i przesądziłby o wyniku głosowania. Ro uznaje się zwyciężonym. Zapowiada, że teraz już Tau nie ukończy powieści przez wiele lat. Psi przeciwstawia się Ro wieszczącemu zbędność nawiasów i przecinków w świecie przyszłości. Jest tylko jeden świat i na nim Bóg chroni maluczkich, którzy się do niego uciekają.

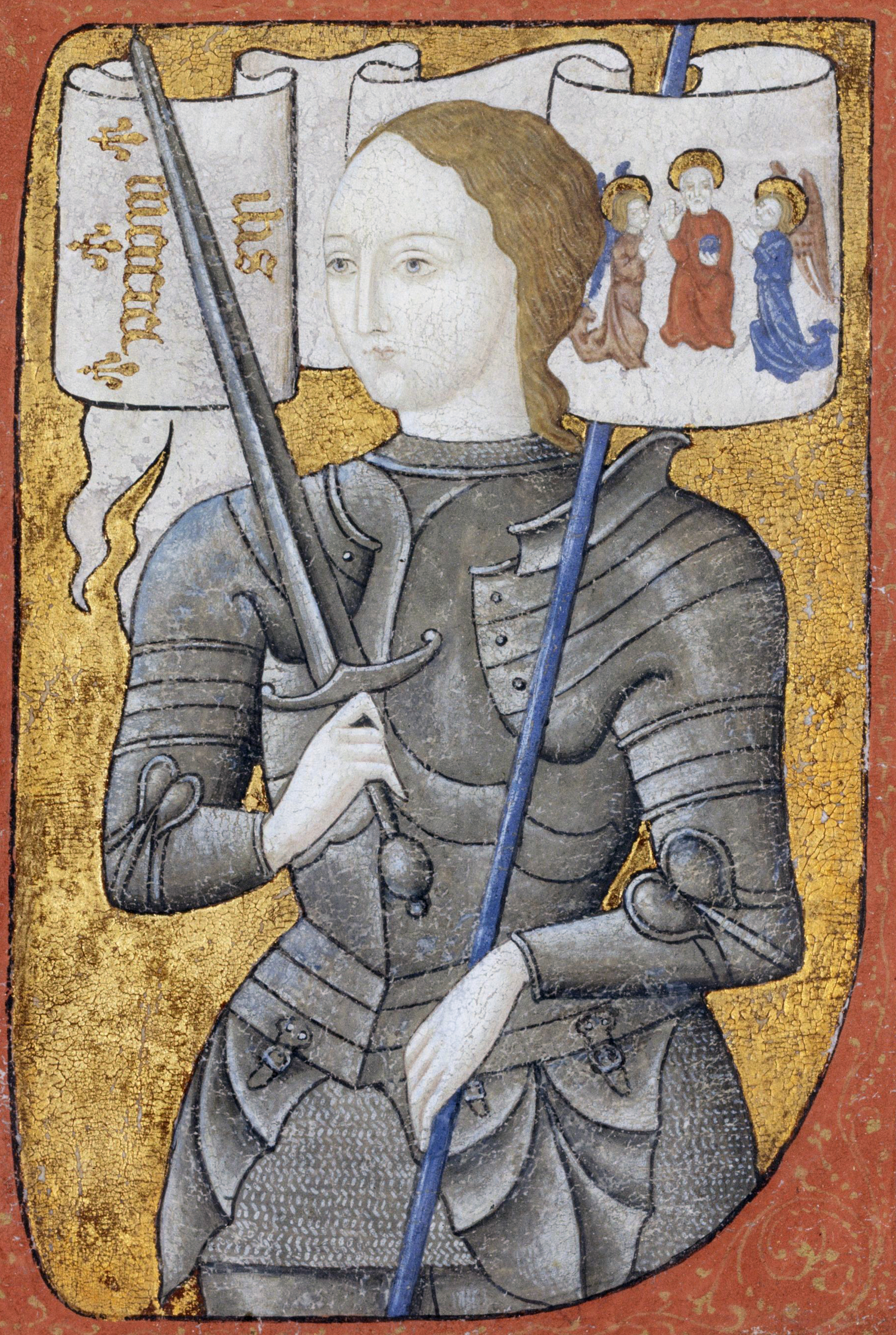
Ipsilon z Przydechem – Joanna d'Arc

Wspólnie z metalami i machinami intonuje litanię do świętego Stanisława: który rozgromił moc germańską pod Grunwaldem niech zniszczy wszelkie germanizmy w prozie Taua; którego rozrzucone szczątki zrosły się na nowo, niech wydobędzie Thaua z Taua i go złamie albo sprawi, by Tau sam chciał się w Thaua przeobrazić. Chór wspomina o obronie wsi Piotrowina, o wstawieniu się za żonami rycerzy, którzy poszli na wojnę. Ma jednak wątpliwości. Przywołuje postać papieża Kaliksta ze Słowa i ciała, który orzekł, że różnice stanu pomiędzy paniami a ich sługami nie mogą być przeszkodą do małżeństwa. Kalikst mógł jednak uznać pogańskie małżeństwa za nieważne. Małżeństwa rycerzy polskich były natomiast chrześcijańskie. Srebro sugeruje, że istnieją jednak różne przyczyny unieważnienia małżeństw. Jedną z nich mogłaby być śmierć rycerzy. Stanisław bękart ze znieważonej przez Chrobrego Predsławy mógłby jej życzyć polskim rycerzom. Stanisław nie chce jednak być bękartem.
Hibl proponuje, by złagodzić tradycję o jego pobłażliwości dla żon rycerskich. Husytka, którą okazuje się być Joanna d'Arc, doradza, aby nie rezygnować z najdrobniejszego kamyczka tradycji. Przesłuchujący ją, twierdzili, że nie jest chłopką, lecz bękartem Walezjuszy. Ona jednak twierdziła, że głos z nieba przemawiał do niej po francusku, nie po łacinie. Kiedy więc zgodziła się by Msza mogła być po francusku, musiała uznać, że ksiądz może mieć żonę, a stąd już był tylko krok do przyznania wiernym prawa do przyjmowania komunii pod dwoma postaciami. I została oskarżona o husytyzm, z którym chciała walczyć. Pod wpływem Joanny Stanisław odrzuca ustępstwa, na które już się godził.
Hibl występuje z próbą pojednania wrogich obozów, które, jego zdaniem, nie chcą rozstrzygnięcia głosowania i chętnie godzą się na trwający od dłuższego czasu atak metali na świętego Stanisława. Proponuje więc, by Stanisław sam ogłosił, że nie jest świętym i tym skandalicznym oświadczeniem skończyłaby się powieść. Dla Itla skandaliczne jest, że Stanisław oświadcza, że nie jest wężem pierzastym. Dla innych sprawa jest obojętna. Homodei proponuje, by zapytać bezpośrednio Tau, jak ocenia przynależność swojego dzieła. Protestują metale, powołując się na umowę, z której wynika prawo do łupów. Nie dadzą jej zerwać.

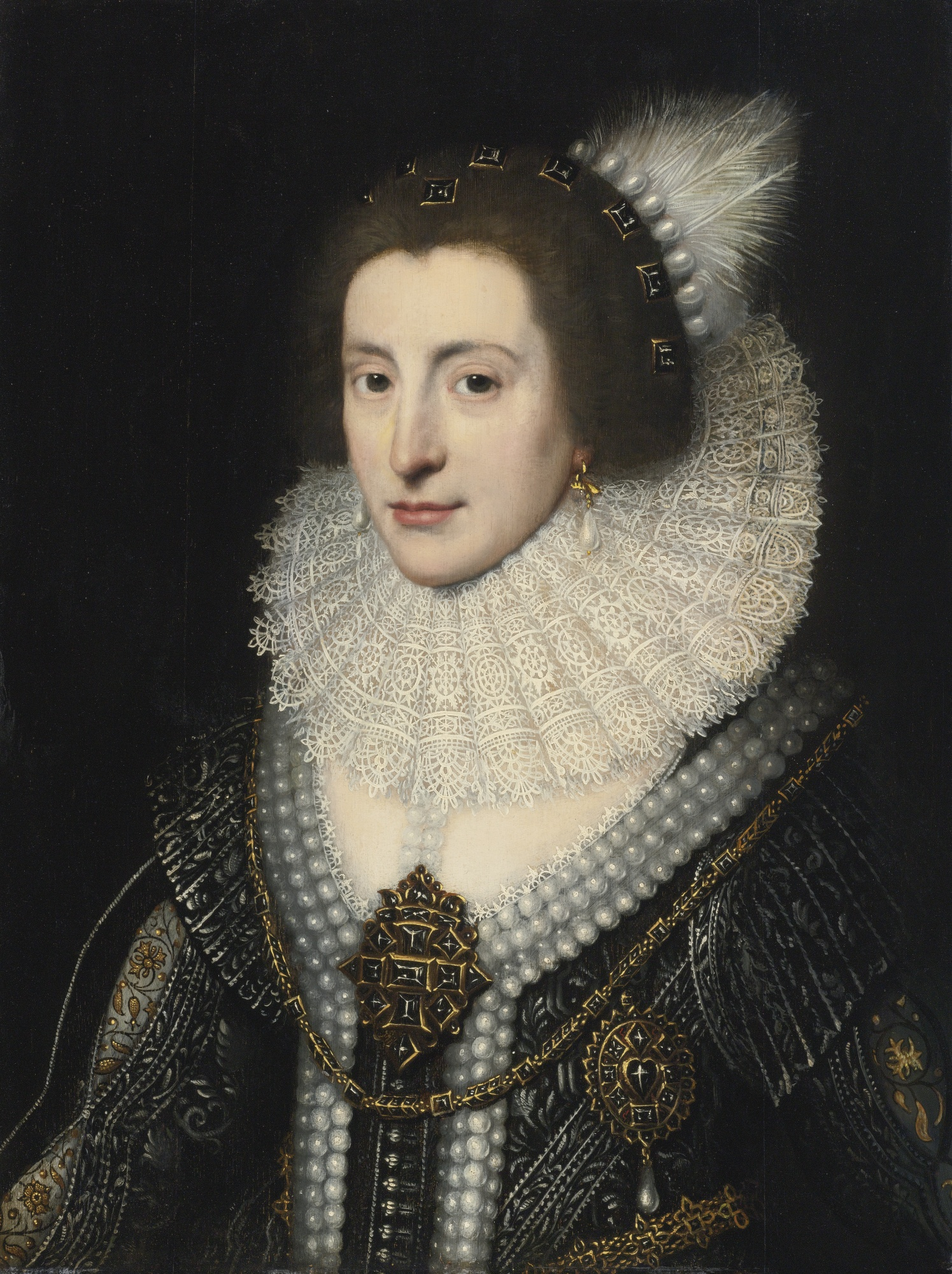
Epsilon – Elżbieta Stuart

Epsilon narzeka na to, że ministerstwo Grabskiego powołało w Charbinie do życia liceum humanistyczne, a nie klasyczne, z czego wynikły problemy Taua z greką. Wprawdzie profesor Wleciał zorganizował dodatkowy kurs greki po lekcjach, ale po lekcjach Tau odprowadzał Czarną Halinę. Litera ksi została źle przyporządkowana. Epsilon demaskuje ukrywającą się pod nią osobę. Nie jest nią księżyna Orzechowska ale Predsława, księżniczka kijowska, która powinna mieć symbol od imienia, tak jak księżna Helena. Predsława, nie uznaje tytułu Heleny. Uważa się także za dostojniejszą od zimowej królowej czeskiej Elżbiety Stuart (Epsilon). Elżbieta wolała nie być bohaterką Nowej baśni. Nuży ją jej statyczność. Hibl uważa, że Tau ściągnął ją do powieści ze snobizmu. Według Ksi z powodu infantylizmu z cechami mieszaniny donkiszoterii z trubadurstwem – dla jej imienia na kapeluszu i sztandarze bojowym Chrystiana Brunszwickiego. Ksi i Epsilon kłócą się. Ro ogłasza koniec. Ksi przejmuje władzę na spółkę z Ro, jednak według mądrości literatury polskiej: mimo największe płci waszej zalety, wy rządzicie światem, a wami kobiety. Ro twierdzi, że jedynym królem w Nowej baśni może być król duch. Ksi ogłasza przejście do następnego rozdziału.
W podrozdziale pojawiają się kolejni bohaterowie oraz dookreślają dotychczasowi:
| Lit. | Przydomek            | Postać                                 | Charakterystyka          | Pochodzenie                                        |
| ---- | -------------------- | -------------------------------------- | ------------------------ | -------------------------------------------------- |
| 'H'' | Eta z Przydechem Bis | Fernandez de Puertocarrero             | towarzysz Cortesa        | Bohater Czasu siania i czasu zbierania i Labiryntu |
| 'Y   | Ipsilon z Przydechem | Husytka                                | Joanna d'Arc             | Bohaterka Czasu siania i czasu zbierania           |
| H    | Eta bez Przydechu    | Eryk Gnupsen                           | pierwszy biskup Islandii | Bohater Robotników wezwanych o jedenastej          |
| Ξ    | Ksi                  | Predsława (a nie księżyna Orzechowska) | księżna kijowska         | Bohaterka Robotników wezwanych o jedenastej        |
| Η    | Eta                  | Elżbieta Stuart                        | królowa czeska           | Bohaterka Wylęgarni dziwów                         |

#### Podrozdział V - Święty Stanisław u psychoanalityka
Psi zmuszany przez Ksi-Predsławę do oddania głosu, odmawia. Czuje się zdradzony przez metale. Ksi żąda od niego samookreślenia i straszy go chińskimi machinami oblężniczymi Pa, Czi i Liu. Psi uznaje się za psychoanalizę. Ksi wysyła do niego na terapię swego syna Staszka. Ten wypiera się jej jako matki, bo nie chce być bękartem. Ksi postanawia doprowadzić go do psychoanalityka wbrew jego woli. Jako święty nie należy w pełni do społeczności nowobaśniowej, nie przysługuje mu więc pełnia praw. Staszek chce opuścić powieść. Ksi wprowadza jednak stan wojenny, zabraniający niepełnoletnim opuszczać samodzielnie powieść. Poddaje pod głosowanie wniosek, że Staszek, jako święty od pięciuset lat, dawno już przestał być pełnoletni. Wniosek przechodzi. Staszek idzie z mamą do doktora.
Psi wypytuje Staszka metodą wolnych skojarzeń. Te prowadzą do Tau Thaua i Charbinu. Chińskie machiny ożywiają się. Bohaterowie cytują polską poezję zagrzewającą do boju. Machiny tracą energię. Psi może podać diagnozę odrzucenia matki przez Staszka. Jest ono spowodowane hipermoralizmem z podkładem etycznego indyferentyzmu i amoralizmu etnicznego. Analizując przyczyny traumy Staszka Psi wskazuje, że jako niebianin ma on dostęp do wszelakiej wiedzy i mógł analizować szczegóły swego męczeństwa i kanonizacji i opinie o nich. Zapoznawszy się ze złymi opiniami na swój temat, a nie mogąc ich skierować przeciw sobie w wieczności, zwrócił swój gniew przeciw Tauowi.
Psi pyta Sana o okoliczności nocy spędzonej z Predsławą, zakończonej zamordowaniem drugiego króla Polski. San uważa to za zohydzanie polskości i niedorzeczność. Psi wskazuje, że według żywotów, został kanonizowany za zamordowanie trzeciego króla Polski. Rzucając anatemę, zabił jego duszę. San uważa, że miał prawo rzucić ją, by ratować wiele innych dusz. Według Psi jest możliwe, że 45 lat wcześniej mogło mu się przydarzyć to samo. Jest to jedynie domysł autora I tomu Nowej baśni, ale raz sformułowany, musi być przez postać powieściową aprobowany, tymczasem San się buntuje. Jego paranoidalność polega według Psi, na tym, że bierze swój rzeczywisty świat za urojony. Psi uważa, za paranoidalne odrzucanie statusu węża pierzastego, bękarta, a teraz jeszcze królobójcy. Psi wykazuje Sanowi, że w I tomie, jako jeden z giermków królewskich, to właśnie tylko on mógł wpuścić Predsławę do wieży. Podawał się przecież w powieści za jej syna. Psi sugeruje, że w wieży mogło dojść do konfliktu między królem a Predsławą. Król mógł chcieć ją poniżyć, a syn stanął w jej obronie.
Metale upominają się o łup. Srebro ucieszyłby temat biskupa występującego przeciw polskości, Platynę – konflikt między polskim a powszechnym, Rtęć – motyw węża pierzastego, a Mosiądz – kłopoty Taua z polskością o wiele mniejsze niż kłopoty biskupa Stanisława. Teraz jednak wszystko zostało naruszone i musi być doprowadzone do końca. Maszyny powstają również. Metale straciły nad nimi panowanie. Rtęć podpowiada, że można je pokonać magią słowa. Sigma, sprawca zamętu prosi o pomoc ojca, ale ten nie chce powracać do kabały. Stanisław uznaje, że jest nowobaśniowcem, skoro, jak wskazywał Psi, jako mieszkaniec nieba mógł przeszkodzić autorowi cyklu w rozwijaniu jego pomysłów, a tego nie zrobił. Przy pomocy Rtęci bohaterowie ustalają, że przeciw machinom potrzebny jest tekst złożony ze słów zaczynających się na tę samą literę. Stanisław może pomóc, zna potrzebny tekst w języku rosyjskim, ale boi się oskarżenia o pozaojczyźnianość. Jest gotów uznać się za syna Predsławy, jeśli nowobaśniowcy pomogą mu przetłumaczyć go na polski. Przedsięwzięcie udaje się, Stanisław wygrywa 19:17 i machiny się wycofują. Władzę nad zgromadzeniem przejmuje Sen.

#### Podrozdział VI – Tau czy może Kindthau
Sen oskarża Ksi (Predsławę) o wejście w zmowę z szarlatanem udającym psychoanalityka, w celu ubezwłasnowolnienia osoby niepełnoletniej jako paranoika. Wydał ją wspólnik Psi, gdy policja wszczęła przeciw niemu śledztwo dotyczące jego samozwańczego trybunatu. Sen twierdzi, że oskarżona jest kochanką autora i próbowała zneutralizować Stanisława, zaprzeczającego polskości pisarza. Pyta ją czy Żydem, który nauczył ją hiszpańskiego był Lambda. Ksi (Predsława) wyjaśnia, że Łukasz Żydzięta nie był Żydem, lecz Chazarem wyznającym judaizm. Okazuje się jednak, że teoria o żydowskim pochodzeniu i judaizmie Żydzięty upadła między drugim a trzecim tomem Nowej baśni (1963/1964). Obecnie sądzi się, że jego przydomek jest zdrobnieniem imienia Żydzisław.
Psi wezwany na świadka zarzuca Ksi, że sprowadziła swego syna na terapię pod przymusem. Ma bowiem wielki wpływ na autora, a co on napisze to się dzieje. W ocenie Psi badany odpowiadał bardzo sensownie już na skojarzenia. Sen uważa, że jego odpowiedź na słowa: Miła ciocia – Najmilsza. Antonina, nie miała sensu. Psi zaprzecza. Tau miał ciocię Antoninę, siostrę ojca, bardzo do niego przywiązaną. To ona wiele lat po śmierci brata, w liście z Ulianowska do Kujbyszewa do 35-letniego Tau (1943), wyjawiła mu, że ich ojciec, dziadek Taua, był bękartem z Deutschekrone. Stąd właśnie tyle bękartów w powieściach autora. Psi twierdzi, że wie to od świętego Stanisława, który, chce Taua obdarzyć tą łaską, o jaką prosił generał Jermołow cara – chce go awansować na Niemca.
Psi pozytywnie też ocenia odpowiedź na słowa: Stara baśń – Niemiec na Kujawy aż się zapędził. Sen (Mi) odnosi te słowa do bohatera powieści, Henga, który dotarł do Kruszwicy. Zdaniem Psi chodzi o urodzenie się ojca Taua, Bruna w Brześciu Kujawskim. Jego dziadek, bękart, zawędrował, szukając awansu społecznego najpierw tam, potem aż nad Newę. Nazwisko zmienił na Parnitzki. Swego syna Bruna oddał nie do petersburskiego seminarium, ale prowadzonego przez Niemców w Saratowie. Na życzenie Predsławy, Psi zostaje oddalony.
Sen powołuje kolejnego świadka: Sana. Stanisław opowiada o pierwszym utworze siedmioletniego Thaua czy Kindthaua: August Brunowicz. Malec myślał, że jego ojciec ma naprawdę na imię Bruno, ale jego metryka z Brześcia wskazuje na Bronisława. Gdy wybuchła wojna powrócił do swego pierwotnego imienia, tz w nazwisku zmienił na c i nawet zaczął chodzić do polskiego kościoła.
Sen rozszerza przesłuchanie o Deltę (Daniłowicza) i Deltę Bis (Dobruckiego). Delta oskarża autora o lekkomyślność, gdy na stacji Asziche oświadczył, że jest Polakiem. Stanisław potwierdza to, wskazując, że ośmieszył króla Bolesława bardziej nawet niż Niemiec Thietmar. Tamten napisał, że Chrobry uprowadził z Kijowa córki książęce, a Tau dodał, że zgwałcił Predsławę.
Eta bez Przydechu (Eryk) uważa, że dzieło Thaua przynależy do literatury polskiej tak jak zalicza się do literatury polskiej dzieło Dawida biskupa Bangoru, Walijczyka piszącego po łacinie. Za kryterium przynależności dzieła do danej literatury uważa możliwość wykazania się świetnością płaszcza na duchu tą samą, jaka była u przodków. Świetność Taua odwołuje się do świetności pierwszego w Polsce pisarza. To od niego pochodzi informacja, że Bolesław Chrobry, wyszczerbiwszy miecz o bramę złotą, zapowiedział, że tak samo wyszczerbi dziewictwo siostry księcia Jarosława. I tak uczynił. Stanisław podnosi z kolei argument, że zwolennikami polskości Kinderthaua są obcokrajowcy jak biskup Grenlandii Eta. Wybucha dyskusja wokół wyraźnego odżegnywania się Thaua od śmierci Wołodyjowskiego i Ketlinga w Kamieńcu. Zdaniem Dzety Sienkiewicz w Panu Wołodyjowskim potraktował ich z uznaniem, czemu więc podręczniki historii czczą heroizm Marcina Kąckiego, który przeszkodził Turkom wysadzić Kamieniec. Przed Stanisławem wśród śpiewów Hosanna otwiera się drugie niebo – polonistyczne. Delta podsumowuje: dyskusja toczona w krainie Snu umocniła obóz wyznawców polskości Taua, pokazała też, że gdyby nie wybuchła wielka wojna nie przeobraziłby się Kindthau w Taua. Sen (Mi) odchodzi, na swego następcę wyznacza Etę bez Przydechu.

#### Podrozdział VII – Zakończenie

##### Przesłuchanie Roego
Eta (Eryk) dobiera sobie do pomocy inkwizytora Sigmę (Alfonso de Santa Maria). Jako pierwszy jest badany, odnośnie stosunku do polonizmu, Ro. Pytany o różnicę między prostotą a prostactwem daje przykład prostactwa panny młodej z Wesela, która mówi, że na weselu trza być w butach i prostoty Xeni z Zamieci, która wyznaje Nienaskiemu, iż na wsi latem chodzi nie tylko bez rękawiczek, ale i bez butów. Sigma zarzuca Tauowi obojętność na ducha epoki. Ro uważa, że powoduje nim raczej pragnienie ochrony indywiduum ludzkiego przed Nadtauem. Przesłuchujący uznają taką postawę autora za bunt. Badany domaga się obrońcy. Nie jest jednak podsądnym tylko świadkiem. Bohaterowie rozmawiają o ortodoksji, z którą zetknął się Tau w 1940, fascynacji Pawła de Santa Maria eksperymentem piętnastowiecznych Polaków nawracania pogan bez oręża. Sigma twierdzi, że polonizm jest chrystocentryczny jak katolicyzm, ale inaczej podchodzi do Pisma Świętego, w którym oprócz Marka i Pawła, a w listach Piotra i Tadeusza, mieszczą się ponadto Marek barski i Piotr wileński, a wreszcie Tadeusz z Soplicowa.
Ro zapytany o to czy Tau jest nad nim władcą, odwołuje się do chrystologii gnostyckiej. Na jej gruncie jego stosunek do Taua jest dobrowolnym poddaniem się. Demiurg gnostyków ma władzę tworzenia wszystkiego i rozkazywania mu. Wszechmocny i wszechwiedzący Nadtau jest kuźnią, w której wykuwa się energia rozchodząca się na wszystkie światy, przetwarzając nic w coś, także przyrodzoną niemoc twórczą demiurga. Nadtau śląc energię, śle naprawdę siebie. Wysłannik światłości wiekuistej jest więc w istocie poddany tylko Nadtauowi, ale zachowuje się tak jakby podlegał demiurgowi. To co Tau-demiurg robi, robi bo musi, ale dlaczego tak czyni nie wie. Wiedzę tą posiada tylko kuźnia. Nie można więc sądzić Taua, można go tylko nagradzać lub karać, jak konia, który wygrał dla właściciela bieg, ale przy okazji zgubił złotą podkowę.
Powraca pytanie czy Tau należy do literatury polskiej. Żaden ponadprzeciętny talent, ani prorok, trochę kosmopolita. Ro opowiada o rzeźbie Rodina (takie imię miał dziad Taua) przedstawiającej kobietę wymykającą się z objęć mężczyzny. Delta snuje rozważanie co stałoby się z Tau, gdyby nie wybuchła wojna. Byłby nadal paszportowym Niemcem, który o Goethem wie mniej niż o autorze Dymu czy Trzech sióstr i nigdy nie słyszał o Omikronie (Orzechowskim) ani o Pojacie córce Lizdejki. Ro jest zdania, że pozostawiony samemu sobie Tau na stacji Asziche mógł nadal czuć się Niemcem, a jednak wybrał odpowiedź: Ja Polak. I Ro jako Logos błogosławi go. Wszechmocny jak ten który go posłał, mógłby zbawić Taua, ale odebrałby mu przez to wiarę we własną moc twórczą. Tau pragnie wprawdzie poznać moc Roego, ale pragnienie jest mu dane tylko jako cel, którego nie można osiągnąć. Uprzedzony zawczasu o naturze Roego, nie mógłby stworzyć Nowej baśni. Twórca musi wierzyć, że tworzy dobrze, choćby tworzył najgorzej. Inaczej nie miałoby sensu oświadczenie Taua: Ja Polak. Wprawdzie nie każdy Polak musi tworzyć, ale Taua, może pięciolatka, tknęła świetlista iskra Nadtaua, gdy patrzył na cicho płynący Don lub księżyc nad Bajkałem. Dlaczego tą iskrę zrozumiał polonistycznie nie wiadomo. Może był to wpływ babci Marianny, która nie wstydziła się ą i cz w swoim panieńskim nazwisku Batschkovsky. W każdym razie uwierzył w swoje powołanie literackie. Naczelnik stacji, który przyjął oświadczenie malca, skierował go do Charbina.

##### Noc Jakubowa się rozjaśnia
Noc Jakubowa się rozjaśnia. Ro nakazuje metalom, by rozwiązały swoje małżeństwa na krzyż, albo udały się z nim na Ziemię Ro, bo tu gdzie są obecnie nie nadszedł jeszcze czas na powieści historyczno-fantastyczno-autobiograficzno-metafizyczne. Hibl chciałby zostać w Nowej baśni, Zagłoba woli Trylogię, Homodei Inne życie Kleopatry. Itl pragnie zostać ze względu na Chełmską (Chi). Darczanka uważa, że w ogóle nie powinno jej być w tej powieści. Ro jest odmiennego zdania. Daniłowicz pojawienie się Joanny d'Arc w drugim tomie, sławiącym Żydów wychrzczonych hiszpańskich i sceptycznym wobec natychmiastowego nawracania Indian meksykańskich, ocenia jako szczyt przebiegłości Taua. Gdyby staropoloniści wysunęli przeciw autorowi zarzut antypolskości, mogliby zmobilizować przeciw niemu i neopolonistów. Możliwości takie stwarzał motyw Islandczyka Gnupa leżącego w trumnie na Wawelu, zamiast Polaka Stanisława Szczepanowskiego. Chcąc rozwiać te podejrzenia Tau uderzył w pozapolską świętą w zbroi.
Ro opowiada, że młody Tau stał przed wyborem drogi adwokata, księdza lub pisarza, bo nie umiał być kimś częściowo. Jako adwokata oburzał go czyn Wołodyjowskiego i Ketlinga, a księdzem był głęboko uniwersalistycznym. Daniłowicz wyjaśnia zagadkę Teodozji Burr. Miała ona związek z obrazkiem zobaczonym w berlińskim pensjonacie, przedstawiającym bosą Marię Magdalenę z czaszką w ręku. W rodzinie Taua panowało tabu religijne. Chłopiec nie mógł więc otrzymać wyjaśnienia, co obrazek przedstawia. Mieszkając w miastach widział dorosłych bosych tylko w wodzie. Czaszkę i bose nogi Magdaleny połączył więc ze śmiercią w wodzie. Kiedy w trzy lata później w Ufie przeczytał ukradkiem powieść w odcinkach Naszestwije makrobow, gdzie para zakochanych, przerażona inwazją ogromnych insektów, postanawia popełnić samobójstwo w wodzie, Tau wyobraził sobie, że uczynią to również boso. Teodozja Burr ginąca boso w wodzie z rąk piratów przywróciła mu równowagę. Tą obsesją obdarzył w powieści Pi Bis (A. Parznickiego).

##### Sprawa między autorem a jego postaciami
Dochodzi do sprawy między autorem a jego postaciami. Okazuje się, że Delta (Daniłowicz) został zaproszony do powieści jako ciekawostka historyczna godna utrwalenia: polski pedagog, ksiądz rzymskokatolicki, pijar, powracający do obrządku unickiego i kandydujący do godności biskupa greckokatolickiego i to po rządami pruskimi. Nie odegrał może w powieści spektakularnej roli, ale podręczył pracodawcę dla zabawy. Dzeta (Zagłoba) spod bramy chreptiowskiej wyruszył w podróż dookoła świata w poświęconej sobie powieści I u możnych dziwny, dynamitował w piątym tomie cyklu, a w obecnym statystował. Martwi go tylko, że własne gniazdo kala. Pisarz polski nie musi jednak uznawać polonizmu za swoje wyznanie. Delta zauważa, że zgromadzenia tomu szóstego nie można jednak nazwać kosmopolitycznym. Jest to raczej hybrydopolis. Homodei uważa uczynienie Łukasza Żydzięty lekarzem za jeden z większych błędów autora, ale w powieści jest się tym, kim chce autor. Chi pyta o szansę na wspólną z Ksztylem śmierć w oceanie. Okazuje się jednak, że się nie utopią, bo zanim zakochana para z Inwazji makrobów się utopiła, profesor Tornada unicestwił makroby strzelając do nich kwasem.
San uskarża się, że przez wieki był to oskarżany o zniszczenie narodu, to znów wzywany ku pomocy, jak blisko czterysta lat temu pod Grunwaldem. Pyta Taua dlaczego ma za złe ateistom z Ziemi Ro, że obchodzą imieniny. Potem o to czy na serio brał swój status kadeta, skoro uciekł z korpusu. Tau odpowiada, że starał się, ale po upadku Kołczaka już nie potrafił. Ojciec wymógł na Tau, by wstąpił do kadetów, podobnie średniowieczni Polacy poszukiwali w Stanisławie świętego na swoje czasy. Przed wojną Tau nie miał szans dostać się do korpusu, ale Kołczak potrzebował poparcia mienszewików. Podobnie Kościołowi potrzebny był w połowie trzynastego wieku święty słowiański w związku ze schizmą wschodnią. Natomiast Polsce rozdartej i słabnącej potrzeba było symbolu jedności. I choć Stanisław uważa, że stał się ostatecznie przyczyną osłabienia jedności, jak Tomasz Becket, podkopując pośmiertnie państwo, nie uciekł z nieba na wieść o usunięciu zeń Jerzego Smokobójcy. Nie uciekałby też z korpusu kadetów, raczej by poczekał na skutki upadku Kołczaka i może doczekał się powrotu do ojca. Tau mówi, że nie miał nadziei na spotkanie z ojcem. Źle wróżył o przyszłości mienszewików. Zdaniem Eryka Tau wcale nie uciekał do ojca, ale na spotkanie z polskością w sobie.
Stanisław wyznaje, że przygotował sobie także status polonistycznego świętego, na wypadek, gdyby tak jak Jerzego, usunięto go spośród świętych. Eryk jest zdania, że i w polonistycznym niebie mogłoby mu być ciasno, ale według Stanisława, nie było się czego obawiać, bo polscy ateiści byli bardzo niekonsekwentni: obchodzili imieniny i święta Bożego Narodzenia. Ro zauważa, że po okresie buntu, bohaterowie jakby przyzwyczaili się do siebie wzajemnie, do władcy nad sobą i przynależności do ekscentrycznego towarzystwa. Panuje może ciasnota, bo Tau nigdy nie miał szerokiego oddechu. Ni (Atanazy) twierdzi, że lepiej mu było z Typotiuszem i Maciejem Bruck w czwartym tomie. Z Typotiuszem powstał problem. W Zabij Kleopatrę. Tau wysłał go omyłkowo do więzienia w Vera Cruz i to jak się okazało, już po jego śmierci. Typotiusz obraził się o to. Bruck natomiast zmienił nazwisko na Olden, a litera Omikron nie chciała go przyjąć do swojej wspólnoty. Zresztą Tau, zawsze mający skłonności pokutnicze preferował pod tym symbolem Orzechowskiego, bicz pokutny.

##### Przebaczenie
Cechy pokutnicze Taua zdaniem Ro bardzo mu się zresztą przydadzą, gdy znosić będzie męki niedosytu, pozbawiony możliwości kontynuowania Nowej baśni. W ramach zadań poprawczych ojciec Roego chce zamknąć Taua na wyspie Bersalem. Przewodnik po niej można znaleźć w tomie piątym i u Franciszka Bacona w Nowej Atlantydzie. Ro rozbija małżeństwo na krzyż metali. Dwa metale zabiera ze sobą, a dwa zostawia na wyspie z Tau, aby je uczłowieczał. Pisarz musi wybrać sobie dwa z nich. Ro radzi, aby, skoro marzył o napisaniu powieści o Julianie Apostacie, który by panował nie cztery lata, ale trzydzieści, wybrał Srebro i Rtęć. Połowa zebranych staje za Tauem, połowa przeciw. Wzywają, by jak Raskolnikow upadł na kolana. Bezgrzeszni powstają, by rzucać kamieniami. Helena moskiewska radzi, by Tau prosił Gospodnia (Pana) o przebaczenie. Dla Itla Panem jest Quetzalcoatl, wąż pierzasty, którym Tau uczynił świętego Stanisława, a przed nim Arona, wreszcie biskupa Grenlandii, Eryka. Eta Bis (Hernandez) radzi, by zaklinał niebem polonistycznym, w imię Chrystusa narodów. Atanazy radzi Tauowi, by jak Jan Waza z katolikami był katolikiem, z protestantami protestantem. Chi żałuje, że Itl nie chce się z nią teraz utopić.
Znów dopiero zaczyna się noc Jakuba. Aron właśnie przypłynął do Sandomierza. Delta zgadza się przebaczyć Tau, ale chce wiedzieć w imię jakiego Boga. Podejrzaną mu się wydaje życzliwość Roego dla demiurga, który chciał wysłannika niebios strącić do piekła, biorąc jego pozorną śmierć na krzyżu za rzeczywistą. Alfa przemawia do Sana, jakby nie było upływu siedmiuset czterdziestu sześciu lat. Helena woła: Ko mnie, drug Roe, ko mnie! Delta protestuje, że tyle gadano o przodkach Taua po mieczu, a ani słowa po kądzieli. Opowiada bajkę Kryłowa o tym że kukułka chwali koguta – za to że kogut chwali kukułkę. Jego zdaniem Ro chwali Taua za to, że wskrzesza chrystologię gnostyków. Tau jednak nie bierze jej na serio. Korzysta z niej, aby uderzyć. Aron dziwi się ile to wynikło z jego przyjazdu przed wiekami. San uważa, że nie mógł być przygotowany na takie rozpętanie kompleksów Taua. Delta przyznaje, że nie najlepszym okazał się Polakiem, starając się o infułę supraską, ale za to żarliwym wyznawcą polonizmu. Kończy też przerwaną myśl: chrystologia gnostyków uderza w naukę Pawła apostoła. Alfa słucha opowieści Sana o tym, że zrodził się z Predsławy, o czym była już mowa w tomie pierwszym. Delta uważa, że wczytując się w Słowo i ciało, Koniec "Zgody narodów" i Koła na piasku można znaleźć zbawienny drogowskaz również dla takich jak Antoni Villafana (Beta), powieszonego przez chrystonoścę Cortesa. Chi pyta Delty, czy by nie chciał się z nią utopić na wzór Teodozji Burr. Delcie jednak inny koniec pisany niż Ketlingowi z Wołodyjowskim. Nadciągają machiny. Chi zapowiada śmierć wszystkich. Od śmierci jednak silniejsze jest słowo. A skoro Ro jest ryzykiem zakończenia Nowej baśni w każdym momencie, ogłasza, że dobiegła ona końca, w Sandomierzu, w dzień świętego Jakuba, tam gdzie się była zaczęła.

## Osoby
| Lit. | Przydomek             | Postać                                         | Charakterystyka                                                | Pochodzenie                    |
| ---- | --------------------- | ---------------------------------------------- | -------------------------------------------------------------- | ------------------------------ |
| Α    | Alfa bez Przydechu    | Aron                                           | opat tyniecki z XI wieku                                       | Bohater I tomu Nb              |
| Ά    | Alfa z Przydechem     | Salomon Halewi                                 | późniejszy biskup Paweł de Santa Maria z XV w.                 | Bohater II tomu Nb             |
| Β    | Beta                  | Antoni Villafana                               | Towarzysz Corteza z XVI w.                                     | Bohater III tomu Nb            |
| Γ    | Gamma                 | Gnup                                           | Islandczyk z XI wieku                                          | Bohater I tomu Nb              |
| Δ    | Delta                 | Daniłowicz                                     | ksiądz unicki z XIX w.                                         | Tylko w VI tomie Nb            |
| Δ''  | Delta Bis             | Dobrucki                                       | wynalazca, uczeń Daniłowicza                                   | Tylko w VI tomie Nb            |
| Ε    | Epsilon               | Elżbieta Stuart                                | królowa Anglii i Czech                                         | Bohaterka V tomu Nb            |
| Ζ    | Dzeta                 | Zagłoba                                        | Postać z Trylogii, żyjąca w XVII wieku                         | Bohater I u możnych dziwny     |
| Η    | Eta                   | Eryk Gnupsen                                   | pierwszy biskup Islandii                                       | Bohater I tomu Nb              |
| Η''  | Eta Bis               | Franciszek Erazo (do rozdz. VI)                | po zamianie z Fernandezem, który mu oddał Fi                   | Bohater III tomu Nb            |
| Η''  | Eta Bis               | Fernandez de Puertocarrero (od rozdz.VI)       | towarzysz Cortesa                                              | Bohater II tomu Nb             |
| Ή    | Eta z Przydechem      | Helena                                         | księżniczka mołdawijska i moskiewska                           | Bohaterka III i IV tomu Nb     |
| Θ    | Theta                 | Śmierć                                         | z greckiego thanatos                                           | Tylko w VI tomie Nb            |
| I    | Jota                  | Itl                                            | Indianin meksykański                                           | Bohater III tomu Nb            |
| Ί    | Jota z Przydechem     | Hibl                                           | radca austriackiej Policji. Postać z Popiołów, żyjący w XIX w. | Tylko w VI tomie Nb            |
| Κ    | Kappa                 | Krzysztof Villafana                            | syn Antonia                                                    | Bohater III tomu Nb            |
| Λ    | Lambda                | Łukasz Żydzięta                                | biskup nowogrodzki z XI w.                                     | Bohater I tomu Nb              |
| Μ    | Mi                    | Aleksander Morawski                            | Wielkopolanin z XIX w.                                         | Tylko w VI tomie Nb            |
| Μ    | Mi                    | Sen (od rozdz. VII, po ucieczce Morawskiego)   | brat Thety, Morfeusz                                           | Tylko w VI tomie Nb            |
| Ν    | Ni                    | Atanazy Diasjusz Nikitin                       | Syn Jana Diaza, towarzysza konkwistadorów z XVI w.             | Bohater IV tomu Nb             |
| Ξ    | Ksi                   | Księżyna: Magdalena Chełmska (do VI rozdz.)    | Żona ks. Orzechowskiego                                        | Bohaterka III tomu Nb          |
| Ξ    | Ksi                   | Predsława (a nie księżyna Orzechowska)         | księżna kijowska                                               | Bohaterka I tomu Nb            |
| Ο    | Omikron bez Przydechu | ks. Stanisław Orzechowski                      | publicysta z XVI wieku                                         | Bohater III tomu Nb            |
| Ό    | Omikron z Przydechem  | Mateusz Homodei                                | jezuita z XVIII/XIX w                                          | Bohater Zabij Kleopatrę        |
| Π    | Pi                    | Rudolf Parznicki                               | hrabia Petrucci                                                | Tylko w VI tomie Nb            |
| Π''  | Pi Bis                | Antoni Parznicki                               | syn Rudolfa z XIX w.                                           | Tylko w VI tomie Nb            |
| Ρ    | Ro                    | Ryzyko zakończenia powieści                    | wysłannik Nadtaua                                              | Tylko w VI tomie Nb            |
| Σ    | Sigma                 | Stanisław (do rozdz. VI)                       | biskup krakowski z XI wieku                                    | Bohater I tomu Nb              |
| Σ    | Sigma                 | Alfonso de Santa Maria (od rozdz. VII)         | syn Pawła de Santa Maria                                       | Bohater II tomu Nb             |
| Τ    | Tau                   | Autor                                          | rzecznik trosk autora dotyczących cyklu Nowa baśń              | Tylko w VI tomie Nb            |
|      |                       | Jakub Typotius                                 | Występuje pod niewłaściwą literą, bo Tau zajął autor           | Bohater III tomu Nb            |
| Υ    | Ipsilon               | Iwen Słonina                                   | klerk walijski z XV wieku                                      | Bohater II tomu Nb             |
| 'Y   | Ipsilon z Przydechem  | Husytka                                        | Joanna d'Arc                                                   | Bohaterka II tomu Nb           |
| Φ    | Fi                    | Fernandez de Puertocarrero                     | towarzysz Cortesa                                              | Bohater II tomu Nb             |
| Φ    | Fi                    | Franciszek Erazo (od rozdz. VII)               | po zamianie z Fernandezem, któremu oddał Etę Bis               | Bohater III tomu Nb            |
| Χ    | Chi                   | Elżbieta Chełmska                              | siostra żony ks. Orzechowskiego                                | Bohaterka III tomu Nb          |
| Ψ    | Psi                   | osoba o niewyjaśnionej tożsamości              | W rozdz. VII zgadza się być psychoanalitykiem                  | Tylko w VI tomie Nb            |
| Ω    | Omega                 | Aleksandra Parznicka                           | jednodniowa żona Bonieckiego                                   | Bohaterka V tomu Nb            |
| Ϝ    | Digamma               | Jan Wang                                       | syn misjonarza                                                 | Bohater Innego życia Kleopatry |
| Ϻ    | San                   | biskup Stanisław Szczepanowski (od rozdz. VII) | oddał sigmę Afonsowi de Santa Maria                            | Bohater I tomu Nb              |

| Lit. | Przydomek    | Postać                     | Charakterystyka                                                                   | Pochodzenie         |
| ---- | ------------ | -------------------------- | --------------------------------------------------------------------------------- | ------------------- |
|      | Srebro       | pisarstwo historyczne      | Są rzeczami, kierują się zasadami rearnymi lub reicznymi. Tau ma je uczłowieczyć. | Tylko w VI tomie Nb |
|      | Rtęć (Miedź) | pisarstwo fantastyczne     | Są rzeczami, kierują się zasadami rearnymi lub reicznymi. Tau ma je uczłowieczyć. | Tylko w VI tomie Nb |
|      | Mosiądz      | pisarstwo autobiograficzne | Są rzeczami, kierują się zasadami rearnymi lub reicznymi. Tau ma je uczłowieczyć. | Tylko w VI tomie Nb |
|      | Platyna      | pisarstwo metafizyczne     | Są rzeczami, kierują się zasadami rearnymi lub reicznymi. Tau ma je uczłowieczyć. | Tylko w VI tomie Nb |